# 八幡浜市

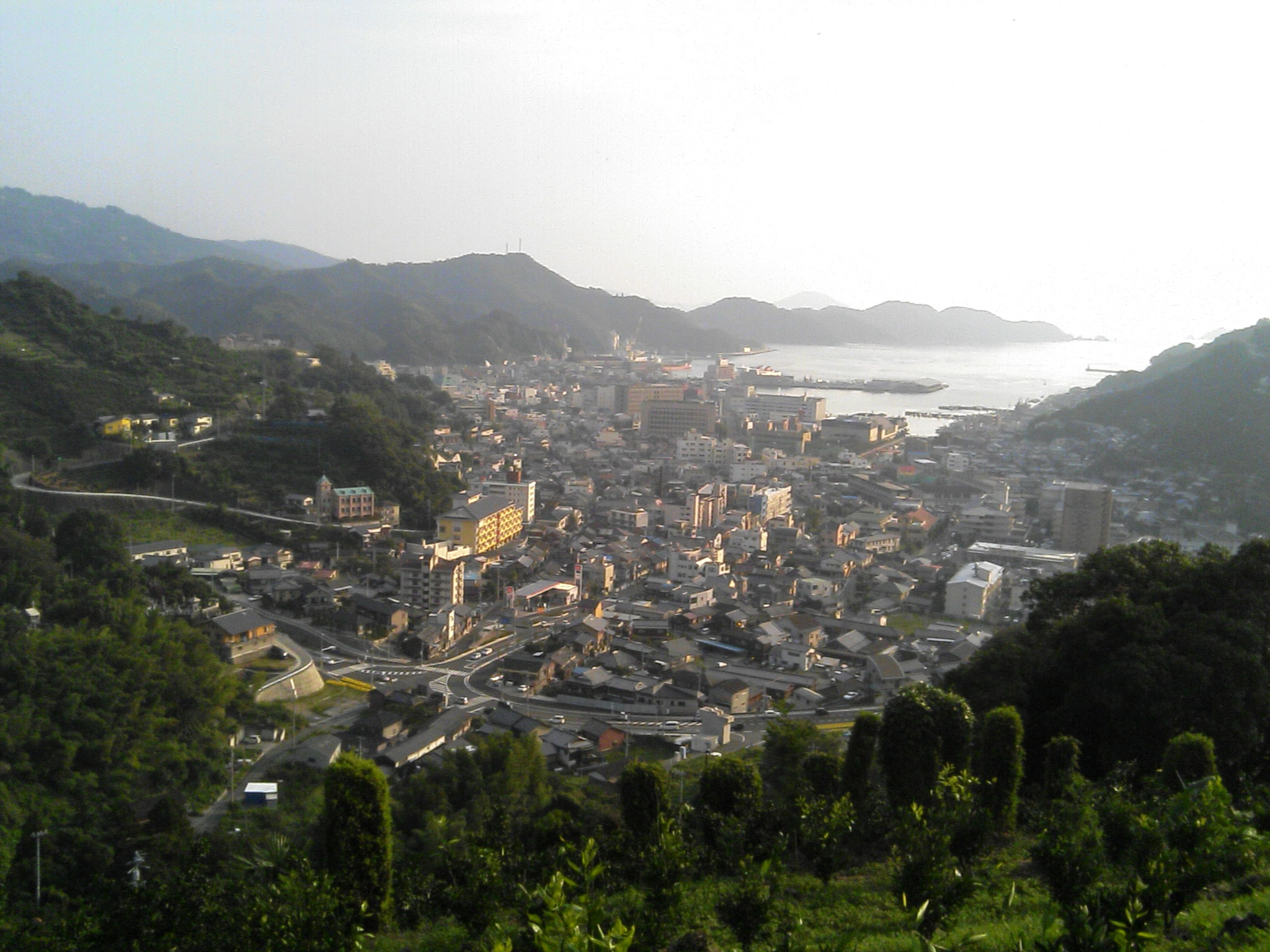
八幡浜市街

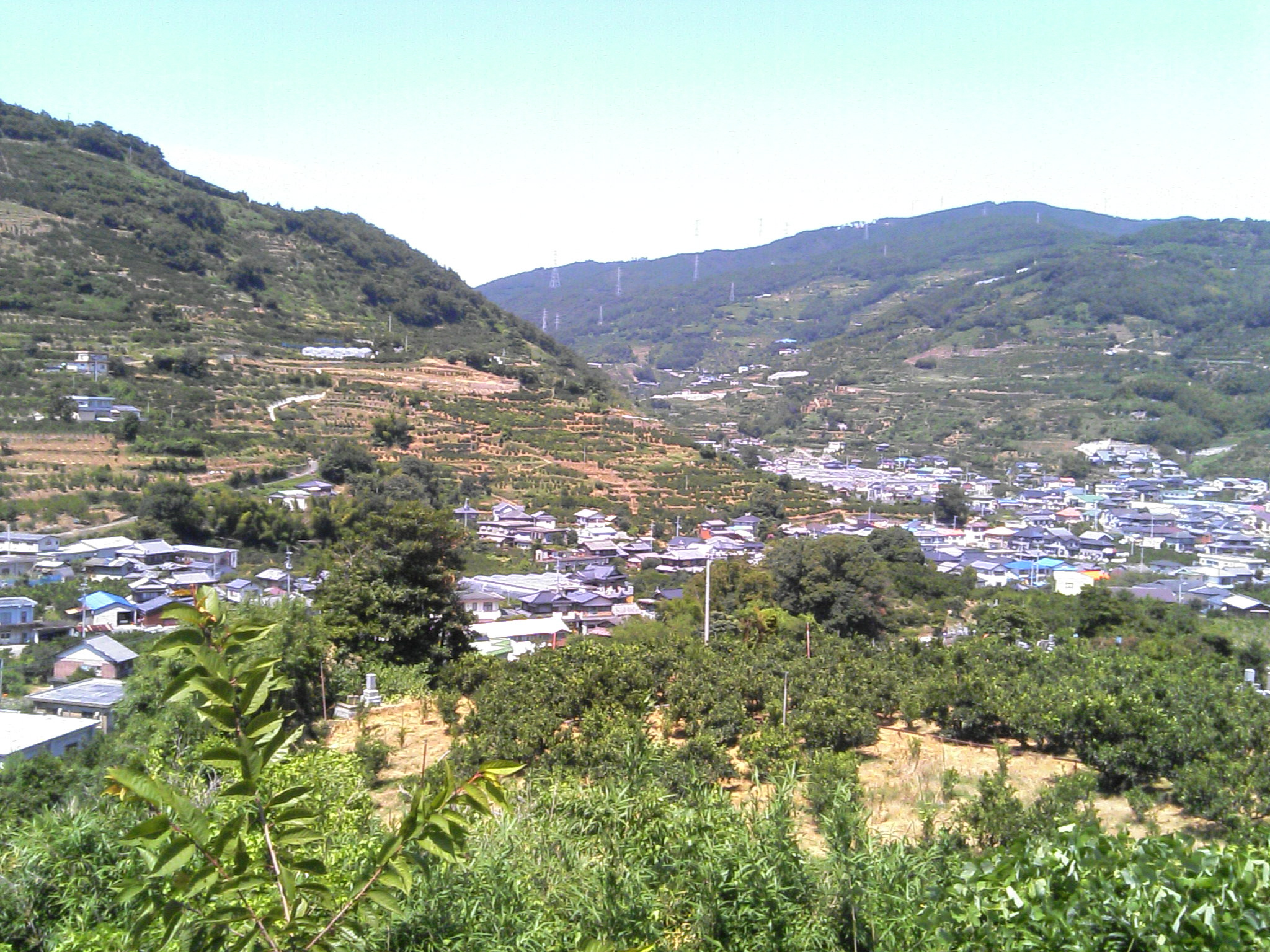
保内地区

八幡浜市（やわたはまし）は、愛媛県の西端にある佐田岬半島の付け根に位置する市。
北に伊予灘、西に宇和海を望み、丘陵地が多く、海はリアス式海岸が続き、温暖で風光明媚なところである。古くは九州や関西地方との海上交易が盛んで「伊予の大阪」と謳われ、現在は年間40万人近くが行き来する西日本有数の八幡浜港を抱え、四国の西の玄関口、西四国の交流・交易活動の拠点として発展してきた。
温暖な気候と地形を生かした柑橘栽培が盛んで、温州ミカンは全国有数の産地である。漁業も盛んで、とりわけ有名なのは四国一の規模を誇る魚市場である。八幡浜港は天然の良港として栄え、中型トロール船団の基地となっており、四季折々のたくさんの種類の魚が水揚げされ、早朝の活気にあふれた市場風景と産直市場でもある「どーや市場」は、八幡浜市の名物となっている。

## 地理

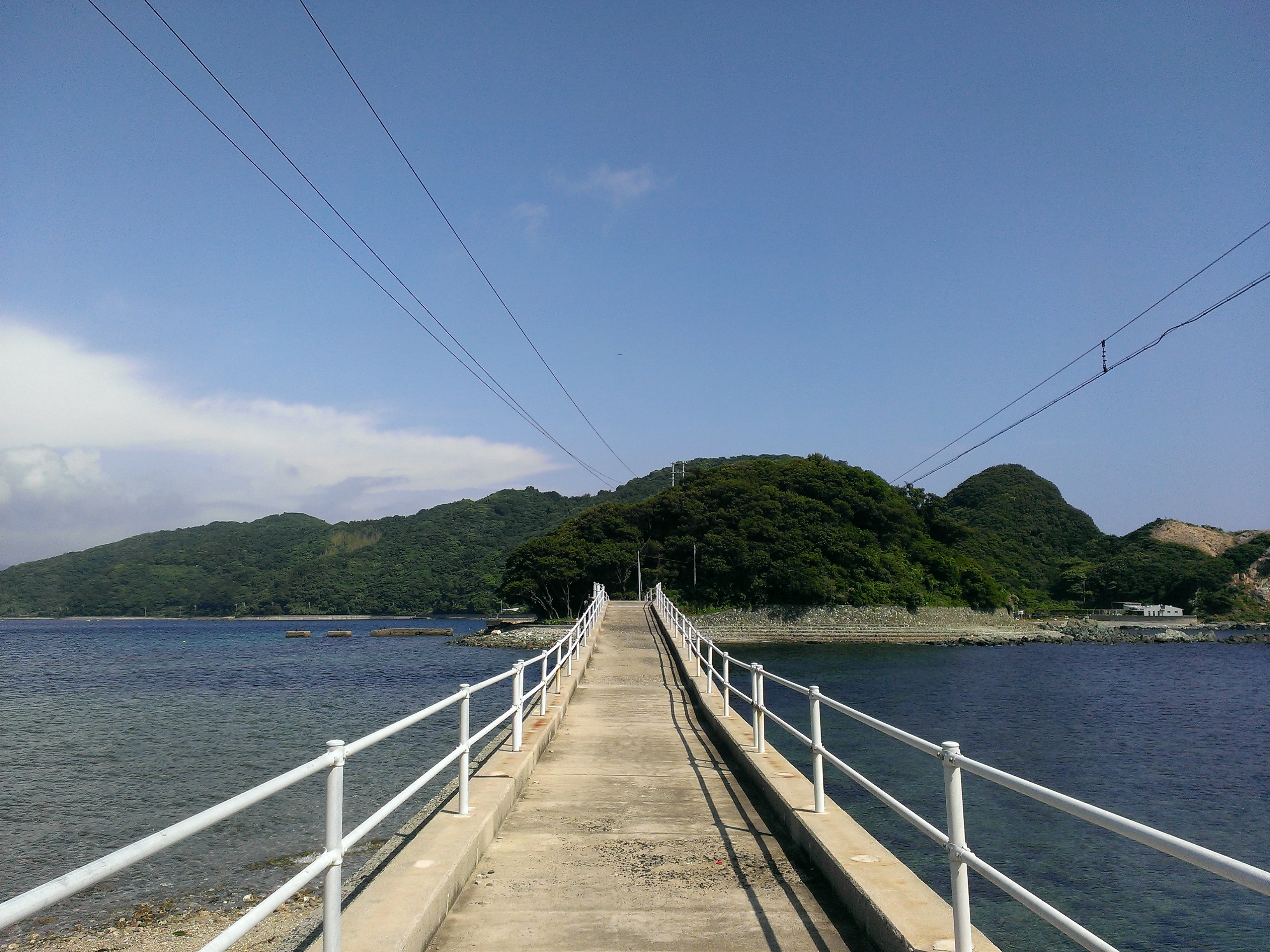
大島地区

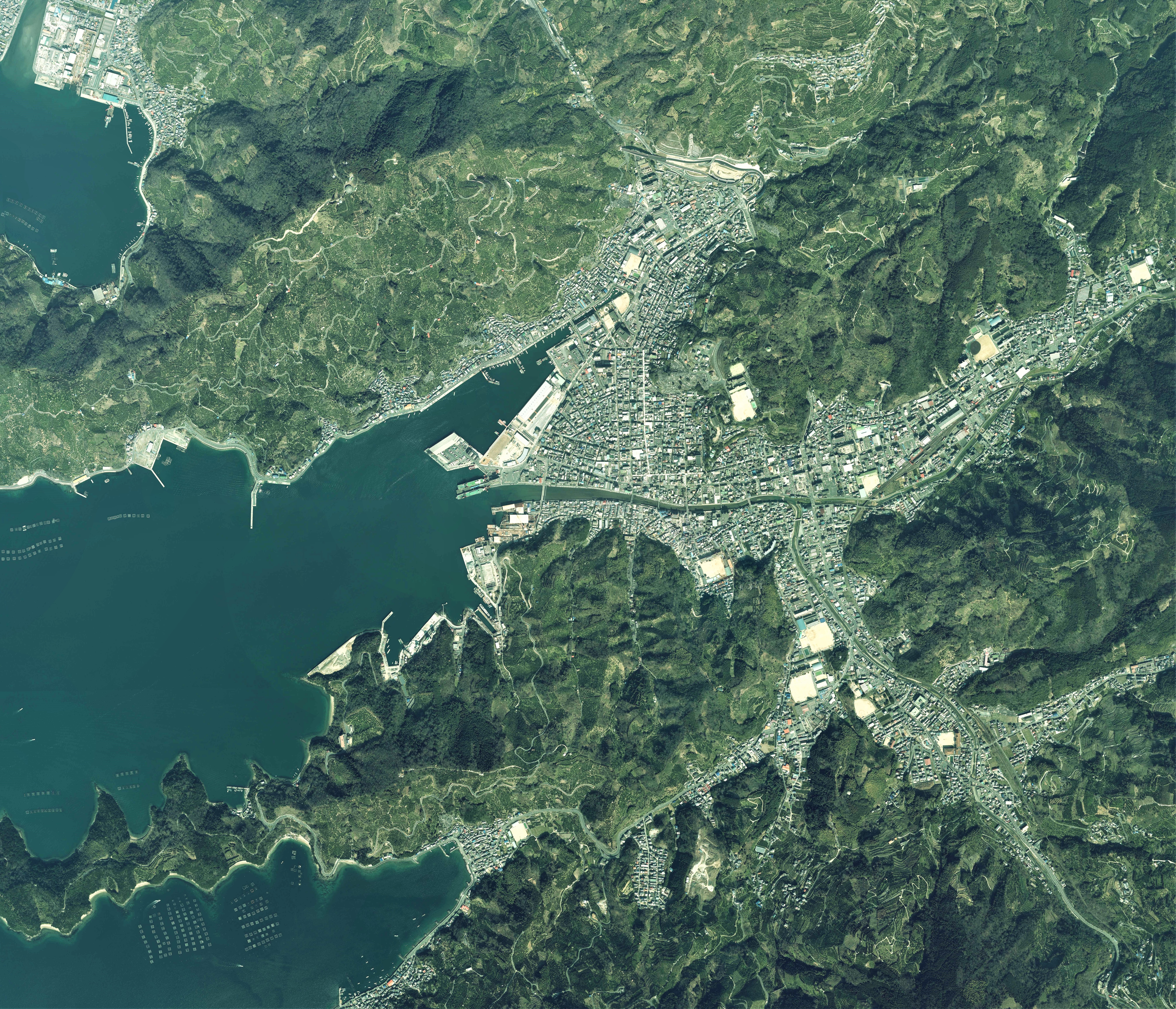
八幡浜市中心部周辺の空中写真。
2013年2月25日撮影の6枚を合成作成。。

八幡浜市は愛媛県の西部、佐田岬半島の基部に位置する。総面積は133.03平方キロメートル。北は瀬戸内海に面し、東は大洲市、南は西予市、西は伊方町と接している。西側の南半分は豊後水道（宇和海）を挟んで九州に対している。海岸線はリアス式海岸を形成しており、急斜面が海岸に迫る地形で平坦地が少なく、岬と入り江が交錯した風光明媚な景観をなしている。
今後発生が予見されている南海トラフ巨大地震の際には、最大8mの津波が到達することが予想されており、愛媛県下の市町では2番目の高さとなっている。
山
- 石出山
- 権現山
- 銅が鳴
- 大畑山
- 雨乞山
- 飯之山

川
- 五反田川
- 今出川
- 里川
- 千丈川
- 新川
- 出石川
- 峯川
- 宮内川
- 河原川
- 八代川
- 流田川
- 中津大川
- 喜木川
- 川上大川
- 蟻王川
- 湯藤川
- ビヤクビ川
- 伊方大川
- 磯崎里川
- ヒトカシ川
- 西光川
- 入寺川
- 野地川
- 西之河内川
- 丸田川
- 中之谷川

### 主な島
- 大島
- 粟ノ小島
- 山王島
- 地大島
- 貝付小島

### 気候
八幡浜市の気候は、瀬戸内海と宇和海の 2 つの海に面しており温暖な海洋性気候が中心だが、東部や山間部では、内陸性気候の影響を受ける。
1時間降水量最大57.5m(2013/9/4)
最高気温36.7°C

最低気温-2.7°C
| 八幡浜（1991年 - 2020年）の気候    | 八幡浜（1991年 - 2020年）の気候 | 八幡浜（1991年 - 2020年）の気候 | 八幡浜（1991年 - 2020年）の気候 | 八幡浜（1991年 - 2020年）の気候 | 八幡浜（1991年 - 2020年）の気候 | 八幡浜（1991年 - 2020年）の気候 | 八幡浜（1991年 - 2020年）の気候 | 八幡浜（1991年 - 2020年）の気候 | 八幡浜（1991年 - 2020年）の気候 | 八幡浜（1991年 - 2020年）の気候 | 八幡浜（1991年 - 2020年）の気候 | 八幡浜（1991年 - 2020年）の気候 | 八幡浜（1991年 - 2020年）の気候 |
| 月                                 | 1月                             | 2月                             | 3月                             | 4月                             | 5月                             | 6月                             | 7月                             | 8月                             | 9月                             | 10月                            | 11月                            | 12月                            | 年                              |
| ---------------------------------- | ------------------------------- | ------------------------------- | ------------------------------- | ------------------------------- | ------------------------------- | ------------------------------- | ------------------------------- | ------------------------------- | ------------------------------- | ------------------------------- | ------------------------------- | ------------------------------- | ------------------------------- |
| 降水量 mm （inch）                 | 59.3 (2.335)                    | 77.5 (3.051)                    | 114.5 (4.508)                   | 123.1 (4.846)                   | 144.0 (5.669)                   | 276.9 (10.902)                  | 229.5 (9.035)                   | 126.7 (4.988)                   | 178.5 (7.028)                   | 115.1 (4.531)                   | 86.7 (3.413)                    | 75.9 (2.988)                    | 1,607.6 (63.291)                |
| 平均降水日数 （≥1.0 mm）           | 9.1                             | 9.5                             | 10.7                            | 10.0                            | 9.1                             | 12.7                            | 10.4                            | 7.8                             | 9.6                             | 7.8                             | 8.3                             | 10.1                            | 115.0                           |
| 出典1：Japan Meteorological Agency |                                 |                                 |                                 |                                 |                                 |                                 |                                 |                                 |                                 |                                 |                                 |                                 |                                 |
| 出典2：気象庁                      |                                 |                                 |                                 |                                 |                                 |                                 |                                 |                                 |                                 |                                 |                                 |                                 |                                 |

### 隣接している自治体
- 西予市
- 大洲市
- 西宇和郡伊方町

### 人口
| |                                          |  |
| 八幡浜市と全国の年齢別人口分布（2005年） | 八幡浜市の年齢・男女別人口分布（2005年） |  |
| ■紫色 ― 八幡浜市 ■緑色 ― 日本全国 | ■青色 ― 男性 ■赤色 ― 女性                |  |
| 八幡浜市（に相当する地域）の人口の推移 \| 1970年（昭和45年） \| 58,545人 \| \| \| 1975年（昭和50年） \| 56,964人 \| \| \| 1980年（昭和55年） \| 55,757人 \| \| \| 1985年（昭和60年） \| 53,622人 \| \| \| 1990年（平成2年） \| 50,271人 \| \| \| 1995年（平成7年） \| 47,410人 \| \| \| 2000年（平成12年） \| 44,206人 \| \| \| 2005年（平成17年） \| 41,264人 \| \| \| 2010年（平成22年） \| 38,370人 \| \| \| 2015年（平成27年） \| 34,951人 \| \| \| 2020年（令和2年） \| 31,987人 \| \| |                                          |  |
| 総務省統計局 国勢調査より |                                          |  |
| 1970年（昭和45年） | 58,545人                                 |  |
| 1975年（昭和50年） | 56,964人                                 |  |
| 1980年（昭和55年） | 55,757人                                 |  |
| 1985年（昭和60年） | 53,622人                                 |  |
| 1990年（平成2年） | 50,271人                                 |  |
| 1995年（平成7年） | 47,410人                                 |  |
| 2000年（平成12年） | 44,206人                                 |  |
| 2005年（平成17年） | 41,264人                                 |  |
| 2010年（平成22年） | 38,370人                                 |  |
| 2015年（平成27年） | 34,951人                                 |  |
| 2020年（令和2年） | 31,987人                                 |  |

## 歴史

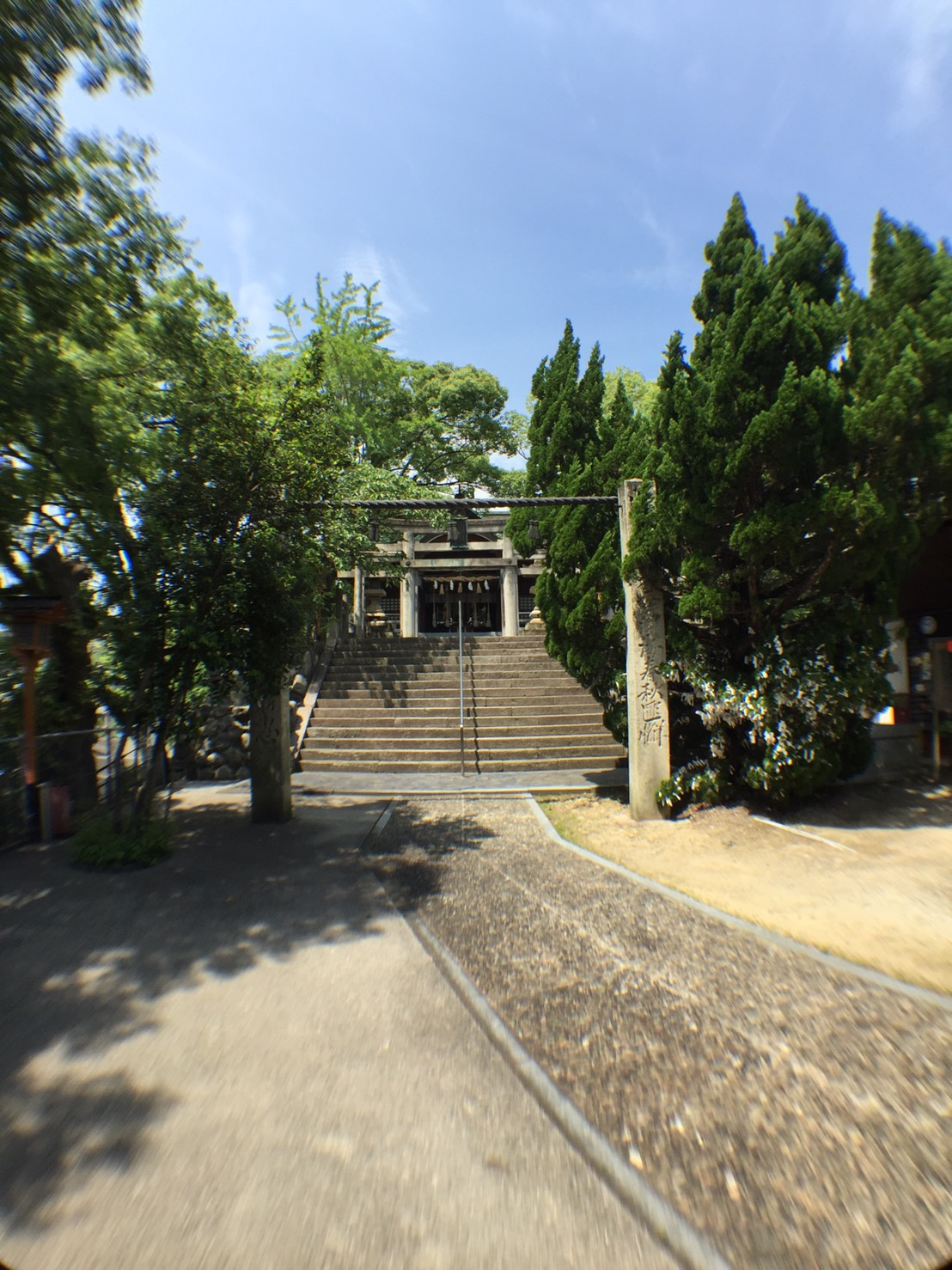
八幡神社

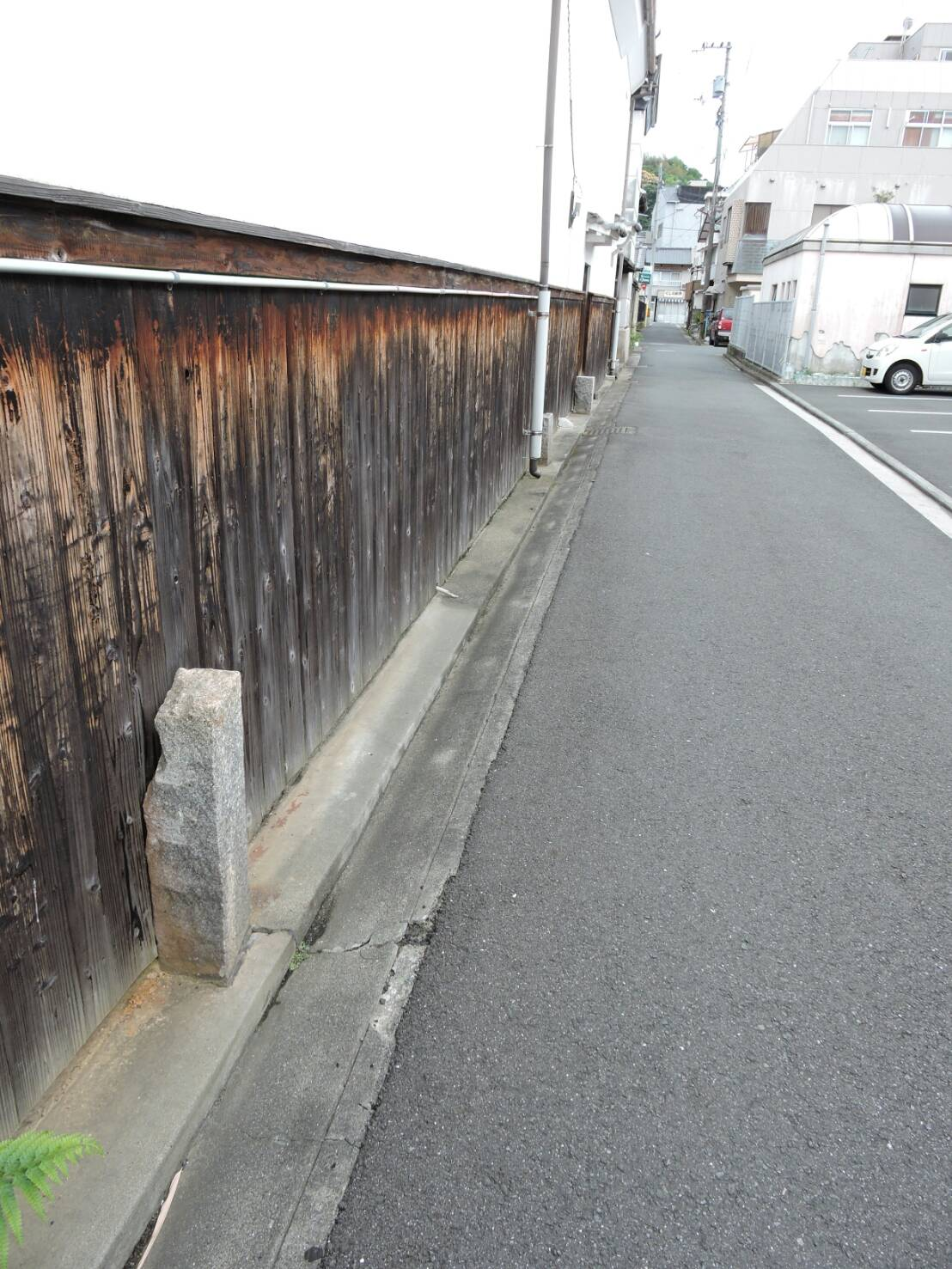
船つなぎ石

八幡浜という地名は、すでに養老年間（717年 - 724年）からあり、その由来は八幡大神がこの地の浜に立たせられたことによると伝えられている。
現在の八幡浜地区は中心部を流れる千丈川によるデルタ地帯を土台として、すでに天正年間（1573年 - 1592年）には埋立工事が行われたと伝えられており、以後たび重なる埋立てによって、市街地は海へ海へと拡大されてきた。保内地区は江戸時代からハゼ栽培や海運業が盛んになり、明治に入ると新政府の殖産興業政策を受けて鉱業・海運業・紡績業などの商工業が発達した。

### 地名重複の問題
二宮忠八の生誕地は八幡浜町(当時)矢野町であるが、合併した神山町にも「矢野町」という地名がある。そのため、市外から用事で来る人が「矢野町に集まる」と聞いても、どちらの矢野町に行けばいいのか分からない事例がしばしば発生している。
なお郵便番号においては前記の矢野町を796-0026とし、後記の矢野町は集落名を取って「矢野町（徳雲坊）」として796-8005を付与することで区別している。

### 沿革

#### 明治 - 1940年代
| 西暦   | 年号     | 略年譜 |
| ------ | -------- | --- |
| 1876年 | 明治9年  | 菊池清治正明が汽船新八幡丸を建造し、大阪・別府・八幡浜間の定期航路を開いた |
| 1878年 | 明治11年 | 第2代大蔵卿となった旧宇和島藩主伊達宗城の命を受け、宇和島の旧士族や地元川之石の商人、網元らが、明治10年9月7日に川之石地区への国立銀行設置を大蔵省に請願し、翌年の明治11年3月15日に愛媛県で初めての銀行となる第二十九国立銀行が川之石地区に開業 |
| 1889年 | 明治22年 | 明治政府により町村制施行 「八幡浜町、矢野崎村、神山村、千丈村、舌田村、川上村、真穴村、双岩村、日土村」 「川之石村、宮内村、喜須来村、磯津村」が誕生                                                                                           |
| 1914年 | 大正3年  | 川之石村が町制施行し、川之石町となる |
| 1930年 | 昭和5年  | 八幡浜町と矢野崎村が合併して八幡浜町となる |
| 1935年 | 昭和10年 | 八幡浜町、神山町、千丈村、舌田村を廃し、人口30,501人の八幡浜市が誕生 |
| 1939年 | 昭和14年 | 国鉄の予讃本線の駅として八幡浜駅が開業。2月6日、白浜小学校講堂で全通記念式典が開催された。 |
| 1943年 | 昭和18年 | 9月19日に集中豪雨。仮橋が二箇所流失、浸水家屋200戸 |

#### 1950年代 - 1960年代

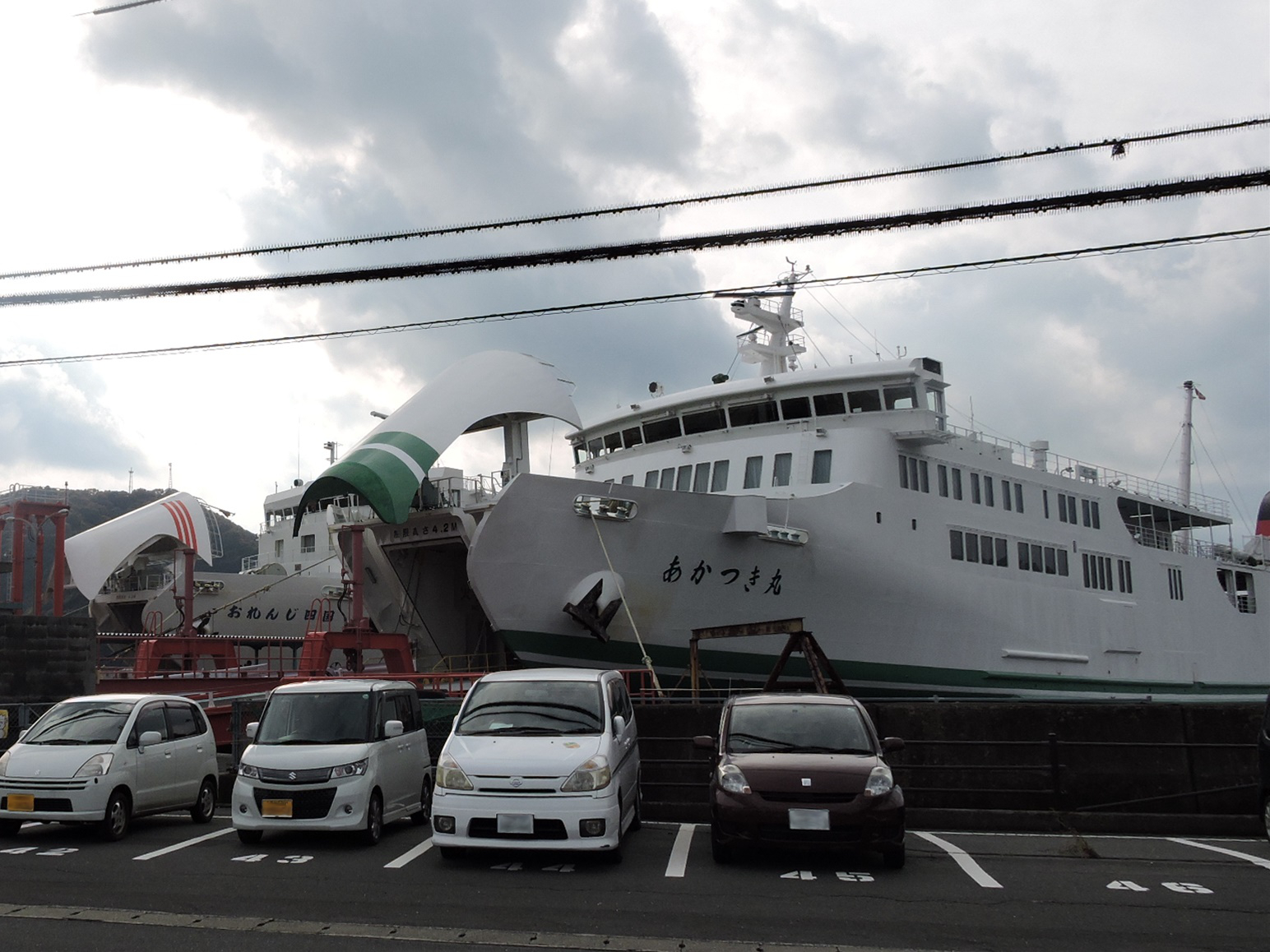
八幡浜港

第二次大戦後、水産業は飛躍的な発展を遂げ、トロール漁業の基地として、その名を全国に広めた。
1950年（昭和25年）3月20日、昭和天皇の戦後巡幸の際には、漁港等の視察が行われた。また温州みかんの生産が拡大した。九州と四国を結ぶフェリー航路が新設され、連絡港として発展した。
| 西暦   | 年号     | 略年譜 |
| ------ | -------- | --- |
| 1955年 | 昭和30年 | 川上村、真穴村、双岩村、日土村が八幡浜市に編入される 川之石町と宮内村、喜須来村、磯津村が合併し、保内町となる |
| 1960年 | 昭和35年 | 八幡浜市、重要港湾の指定を受ける                                                                              |
| 1964年 | 昭和39年 | 九州臼杵との間にフェリーボートが就航                                                                          |
| 1969年 | 昭和44年 | 九州別府との間にフェリーボートが就航                                                                          |

#### 1970年代 - 1980年代
九州と四国を結ぶ連絡港として施設を拡充する一方、この年代の後半、沖新田の魚市場が整備され水産物流通拠点として活況を呈する。温州ミカンは1972年（昭和47年）に全国的な生産過剰による価格大暴落を契機に、品種更新が始まり、宮内伊予柑の比率が高まる。1984年（昭和59年）3月に八幡浜浄水場が完成し、1986年（昭和61年）1月から八幡浜市・保内町へ暫定給水を開始し、夏季水不足が緩和された。
| 西暦   | 年号     | 略年譜                                                     |
| ------ | -------- | ---------------------------------------------------------- |
| 1971年 | 昭和46年 | 国道197号線八幡浜・大洲間夜昼トンネル開通                  |
| 1972年 | 昭和47年 | フェリー桟橋関連施設の整備                                 |
| 1974年 | 昭和49年 | 酒六神山工場跡地に王子の森公園を建設                       |
| 1980年 | 昭和55年 | 八幡浜の魚市場が統合され、八幡浜市水産物地方卸売市場を開設 |
| 1982年 | 昭和57年 | 諏訪崎自然休養林が完成                                     |

#### 1990年代 -
| 西暦   | 年号     | 略年譜                                       |
| ------ | -------- | -------------------------------------------- |
| 1993年 | 平成5年  | 八幡浜・大洲地域地方拠点都市地域に指定される |
| 1999年 | 平成11年 | 瞽女トンネル (2156m) が開通                  |
| 2002年 | 平成14年 | 八幡浜市保内町合併協議会発足                 |
| 2005年 | 平成17年 | 八幡浜市・保内町合併                         |

## 行政

### 市長
- 市長: 大城一郎（2009年4月24日就任）

#### 歴代市長
八幡浜市（初代）
- 初代: 酒井宗太郎 (1935年9月9日 - 同年12月) 在任中に病死
- 西村弥三郎 (1936年3月27日 - 1940年3月26日)
- 佐々木長治 (1940年9月23日 - 1941年7月7日) 後任に野本吉兵衛を推挙して辞任
- 野本吉兵衛 (1941年7月8日 - 1946年3月2日) 1942年4月20日から衆議院議員を兼任
- 菊池清治 (1947年4月7日 - 1955年4月30日、2期) 初の公選選出
- 野本吉兵衛 (1955年5月1日 - 1963年4月30日、2期)
- 魚本義若 (1963年5月1日 - 1967年4月30日、1期)
- 清水新平 (1967年5月1日 - 1975年4月30日、2期)
- 平田久市（1975年5月1日 - 1991年4月30日、4期）
- 吉見弘晏（1991年5月1日 - 1999年4月30日、2期）
- 高橋英吾（1999年5月1日 - 2005年3月27日、2期） 2期途中で八幡浜市と保内町が合併

八幡浜市（2代）
- 初代: 高橋英吾（2005年4月24日 - 2009年4月23日）
- 第2代: 大城一郎（2009年4月24日 - 現在 4期）

### 国の機関
- 八幡浜簡易裁判所
- 八幡浜区検察庁
- 八幡浜労働基準監督署、八幡浜公共職業安定所（ハローワーク八幡浜）
- 八幡浜税務署

### 県の行政機関
- 愛媛県南予地方局八幡浜支局
- 愛媛県原子力センター
- 愛媛県八幡浜保健所
- 愛媛県南予家畜保健所
- 愛媛県八幡浜土木事務所
- 愛媛県八幡浜警察署

## 経済

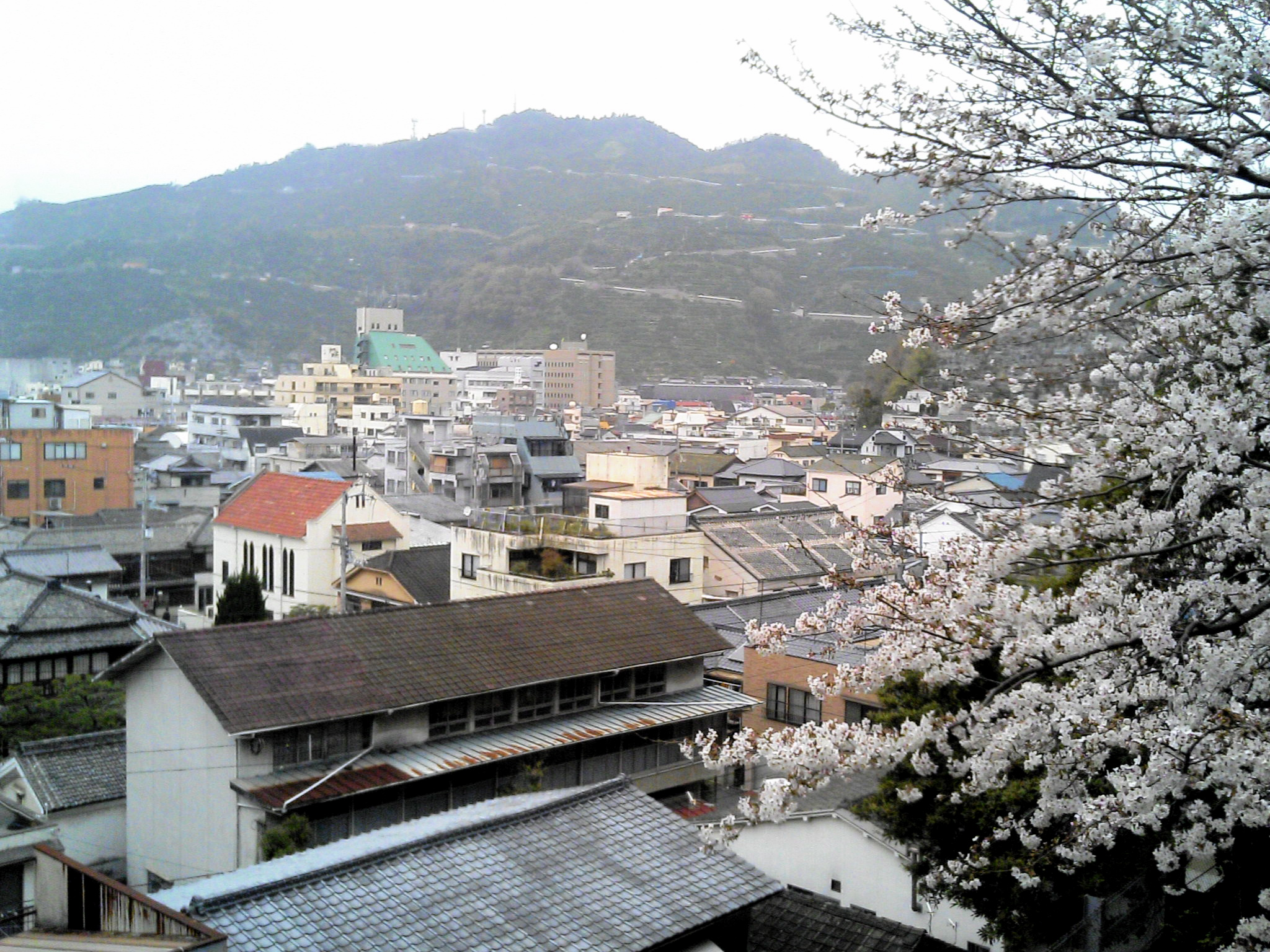
八幡浜市中心部

柑橘農業、水産業、水産関連食品製造業、造船業などが主要産業となっている。ミカン栽培は明治の中頃から始まったといわれ、100年の歴史を有するとともに、その品質の良さは全国的に有名である。水産業は、トロール漁業を核として各種漁船漁業、養殖漁業も盛んで、西日本有数の水揚高を誇る水産市場は大消費地への水産物供給基地として重要な役割を果たしている。

### 農業
農業では、農家数、経営耕地面積ともに減少傾向にあり、逆に耕作放棄地面積は増加している。さらに、後継者不足もあって農業従事者の平均年齢は2010年（平成22年）で60.9歳となっており、愛媛県内では最も平均年齢が低い（県平均66.9歳）とはいえ、高齢化が進んでいる。柑橘類の生産量が全国で1位2位を争う愛媛県内にあって、八幡浜市のミカン生産量は県内1位を誇り、山の斜面に広がるミカンの段々畑はミカン産地を代表する景観である。

#### みかん

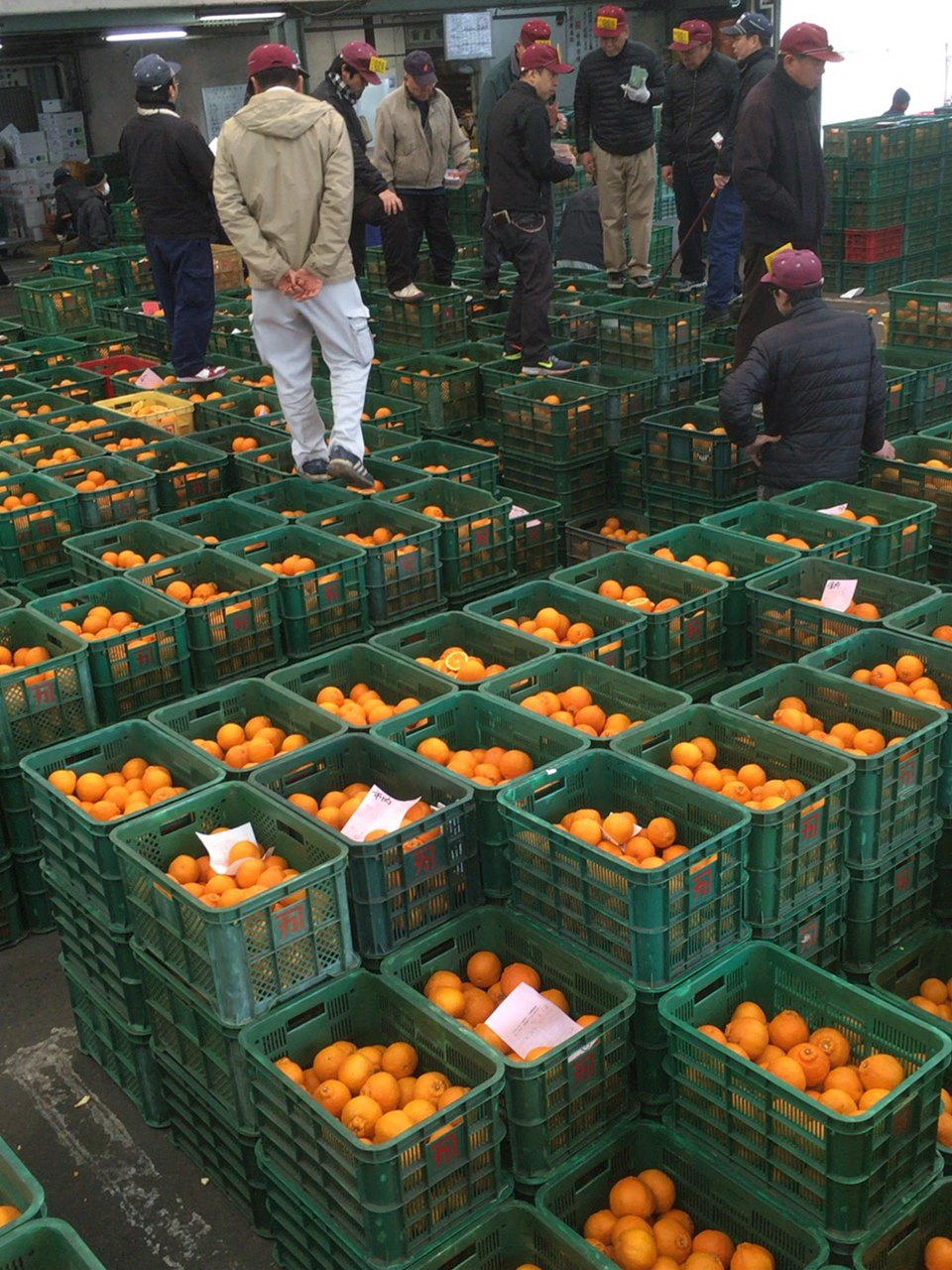
競りの風景

八幡浜の柑橘栽培は、リアス式海岸で、土地が狭いという農業には不向きな地形的条件を段々畑という途方もない努力で克服し、また、宇和海に対して南西方向に面しているという自然の条件を上手く活かして形成されている。美味しいミカンづくりの条件は、土壌を適度に乾燥させるほどよい潮風と光合成を促す太陽の“光”にある。八幡浜のミカンは、「太陽からの直射日光」「海面からの照り返し」「段々畑を形成する石積みからの輻射熱」という「3つの太陽」の恵みをいっぱい浴びて育っている。
市南部の真穴地区のミカン農家では、毎年ミカンの収穫時期に「みかんの里シーズンアルバイター事業」を実施している。この事業も2014年（平成26年）度で21年目を迎え、延べ1,130名を超える若者が収穫作業に参加している。農村活性化事業としての話題性も高く、注目を集めている。

### 水産物

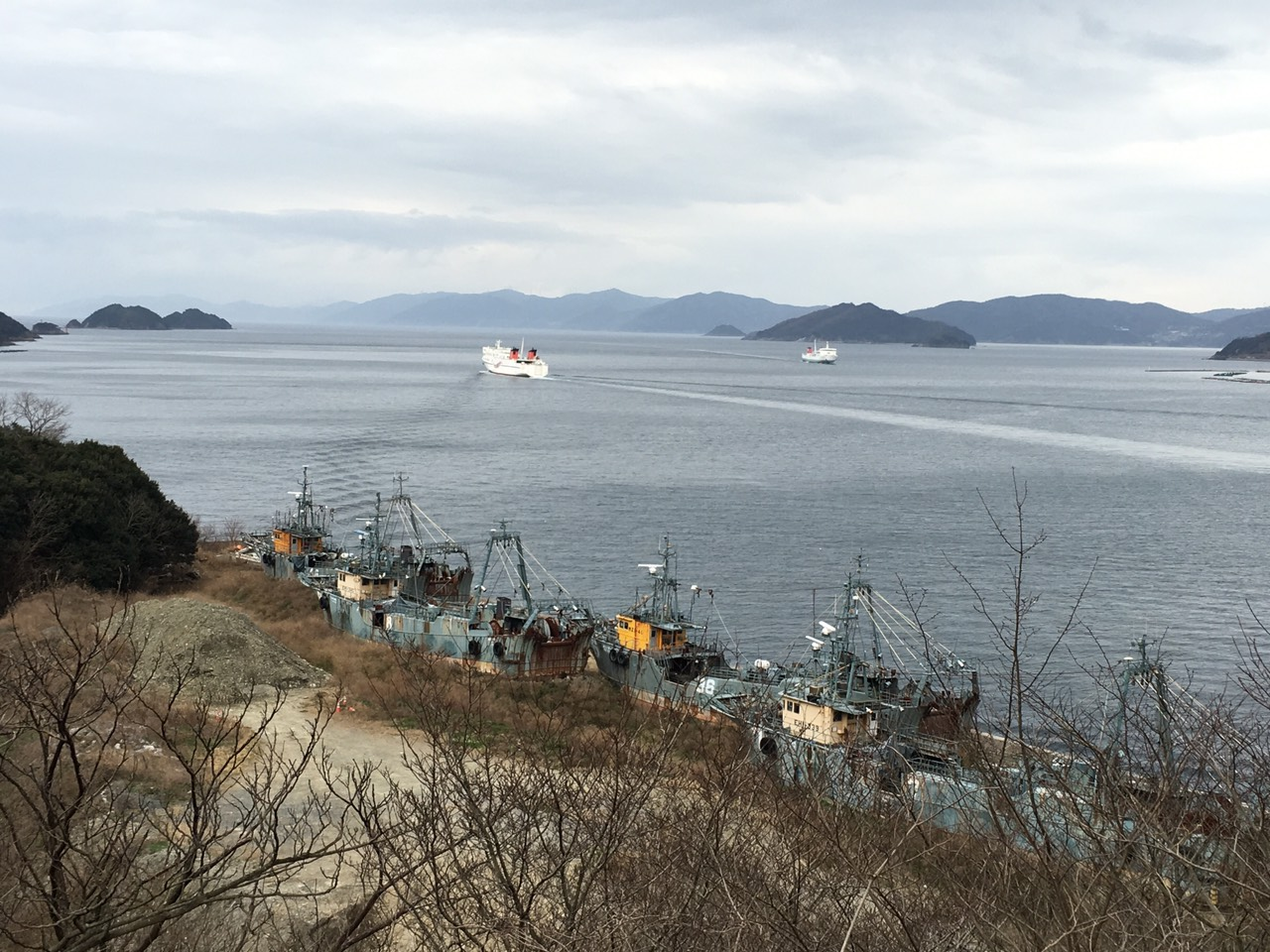
廃船し丘に上げられたトロール船

古くから地域の交易の拠点地として栄えた商港・八幡浜は、四国有数の規模を誇る魚市場を有する水産業のまちでもある。トロール漁業の基地として知られ、最盛期には27統（54隻）を数えていたが、現在は1統（2隻（各125トン））が操業を続けている。漁業の一時代を築いたトロール漁業による豊富な海の幸は、水産物加工業を生み出し、かまぼこ、じゃこ天などの製品は港から九州、関西など各地へと運ばれる。
しかし近年、漁獲量の伸び悩みや魚価の低迷、燃料費の高騰など、水産業をとりまく環境は大変厳しいものがある。そこで、高度衛生管理型荷さばき所の整備、生産者と流通業者の支援などを施策とした市水産振興基本計画を2011年（平成23年）3月に策定し、港湾施設の整備とともに「みなとまち八幡浜」の再生に取り組んできた。
2013年（平成25年）4月に、食の安心安全を求める声の高まりを受け、衛生管理に対応した清潔な市場へと生まれ変わった。また、隣接地にはにぎわい空間として道の駅・みなとオアシス「八幡浜・みなっと」も整備され、地元だけでなく近隣市町からも多くの人が訪れる「みなとまち八幡浜」再生の中心的な施設となっている。
魚市場に隣接した「八幡浜みなっと」内にある海産物直売所「どーや市場」ではとれたての八幡浜の魚が浜値で販売されるとあって、毎日大勢の客でにぎわっている。

### 製造業
2010年（平成22年）の製造品出荷額等の総額は344.4億円となっており、横ばい傾向から減少傾向に転じている。業種別に製造品出荷額等を見ると、主要産業である水産物加工業を中心とした食料品製造業が年々比重を高めており、平成22年では全体の7割弱を占めている。変ったところでは、西日本地域のマクドナルド向けハンバーガーパティを市内の工場で製造(国内では、八幡浜市と千葉県の2箇所だけ)しているが、2024年現在、八幡浜市内にマクドナルドの店舗は無い。また、市内には、造船所が立地している。

### 小売業
かつては伊予の大阪とも呼ばれ、商業都市として隆盛を誇った。商店街も県内屈指の長さを持つアーケード街があり、毎月8日にやわたはま八日市委員会が「やわたはま八日市」を開催しており、2014年（平成26年）11月8日で30周年を迎えた。

### 本社を置く主要企業
- あわしま堂
- 伊予鉄南予バス
- 宇和島運輸
- オレンジベイフーズ
- 九四オレンジフェリー
- 栗之浦ドック
- 西南開発
- 八水蒲鉾
- 堀田建設

### 事業所･工場を置く主要企業
- ベネフィット・ワン　八幡浜ベース

### 支社・営業所を置く主要企業
- 地方銀行・第二地方銀行
  - 伊予銀行 八幡浜支店・矢野町支店・川之石支店
  - 愛媛銀行 八幡浜支店・川之石支店
  - 高知銀行 八幡浜支店
  - 四国銀行 八幡浜支店
- 信用金庫・労働金庫など
  - 愛媛県信用漁業協同組合連合会 八幡浜店
  - 愛媛信用金庫 八幡浜支店
  - 四国労働金庫 八幡浜支店
- 証券会社
  - 愛媛証券 八幡浜支店
  - 四国アライアンス証券 八幡浜支店
- 保険会社
  - アクサ生命保険 松山営業所南予分室
  - 住友生命保険 松山支社八幡浜本開支部
  - ジブラルタ生命保険 松山支社・八幡浜営業所

## 文化

### 食文化

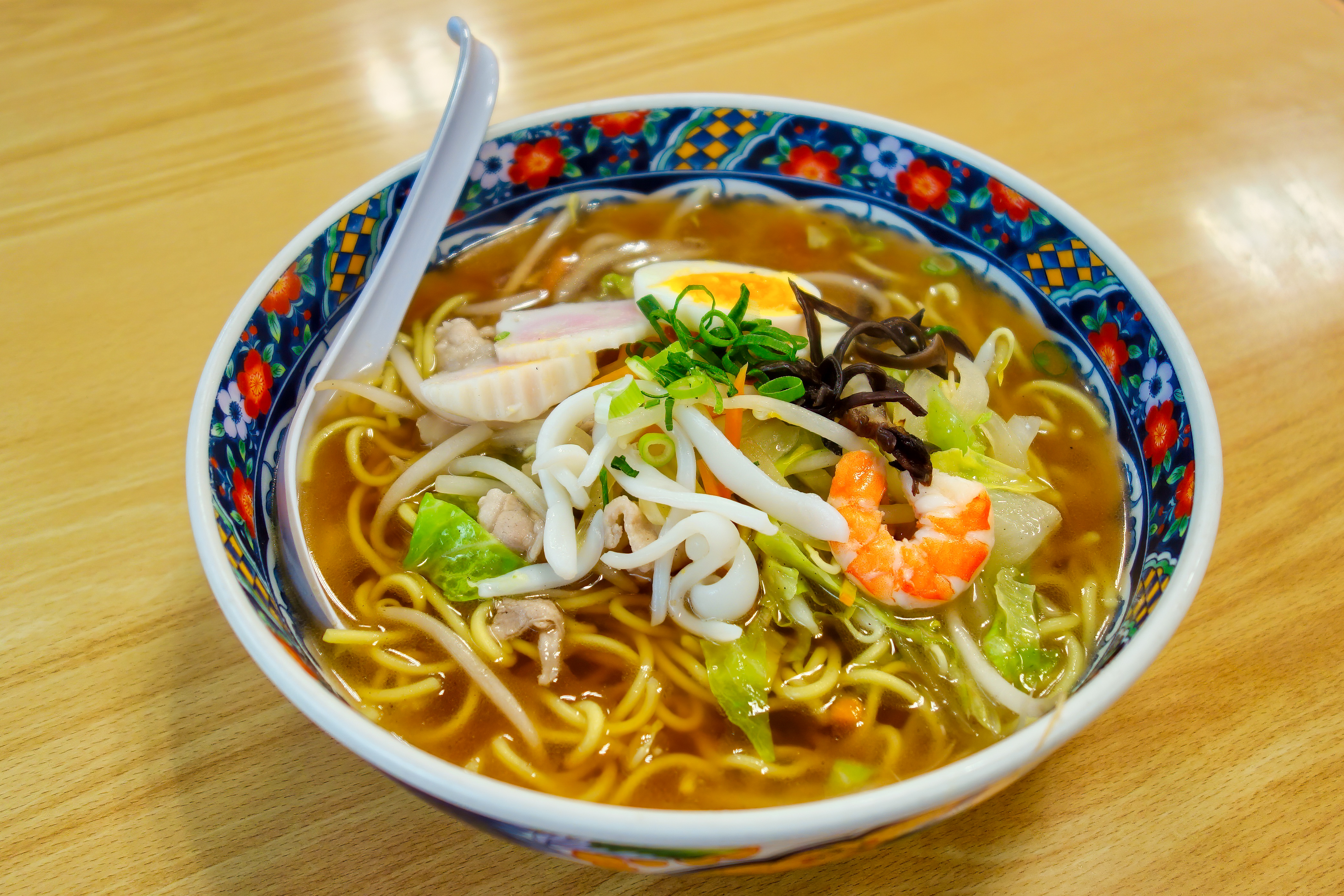
「八幡浜ちゃんぽん」の提供例

ちゃんぽん
八幡浜市内には、水産物や練り物などを多用した独自の「ちゃんぽん」を扱う店が2014年（平成26年）10月時点で50店舗ほどある。2006年度から八幡浜商工会議所青年部が中心となって振興に取り組み、八幡浜市と保内町が合併した3月28日を「八幡浜ちゃんぽん記念日」に制定し、「八幡浜ちゃんぽんバイブル」というガイド本の作成ほかを実施している。発行したガイド本は書店を中心に3000部を売り上げた。またメディアの取材も多く、八幡浜の知名度を上げた功績は大きい。また交通機関との協力による八幡浜ツアーが実現。コンビニチェーンによる八幡浜ちゃんぽんの四国内の発売も行われた。また、2010年（平成22年）4月1日付で八幡浜市商工観光課にちゃんぽん担当（通称：ちゃんぽん係長）が誕生した。また、2010年（平成22年）12月に、八幡浜ちゃんぽんPRキャラクターを「はまぽん」と命名。「八幡浜ちゃんぽん振興条例」が2014年（平成26年）9月19日に可決され、同年11月11日施行された。2013年（平成25年）10月に実際に販売している飲食店が「八幡浜ちゃんぽん食べ店会」を結成し、2014年（平成26年）11月に市と商工会議所などによる「八幡浜ちゃんぽん推進協議会」も発足した。
削りかまぼこ
蒲鉾を小判状に成型→蒸し器で加熱→乾燥→薄く削るなどの工程を経て作られる。そのままビールのおつまみや子供のおやつとして食されている。地元ではふりかけの様におむすびにかけたり、ちらし寿司、冷奴、お吸い物などにも使用される。
じゃこ天
詳細はじゃこ天の記事参照。
寿司
漁港の街らしく、寿司店が多く、マップ等も作成されている。また、市のHP にも掲載されている。
その他
鯛飯、さつま、湯ざらし、丸寿しなどがある。市内に所在する西南開発は魚肉ソーセージの商品化に初めて成功した会社である。

## 教育

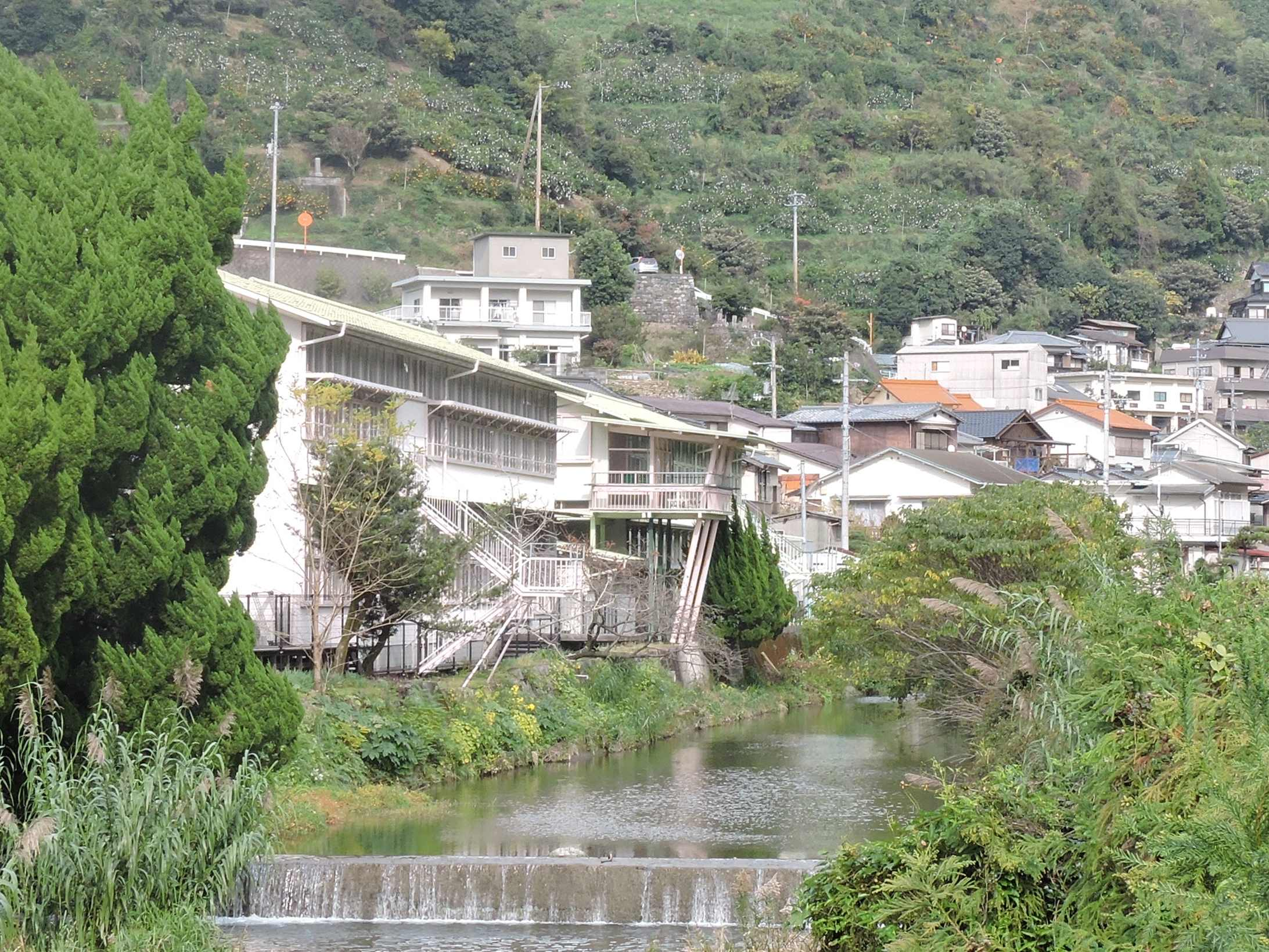
日土小学校　（国の重要文化財）

### 高等学校
- 愛媛県立八幡浜高等学校
- 愛媛県立八幡浜工業高等学校
- 愛媛県立川之石高等学校

### 中学校
- 八幡浜市立八幡浜中学校
- 八幡浜市立保内中学校
- 八幡浜市立愛宕中学校　(2025年4月1日　松柏中学校、八代中学校と統合)
- 八幡浜市立八代中学校　(2025年4月1日　愛宕中学校、松柏中学校と統合)
- 八幡浜市立松柏中学校　(2025年4月1日　愛宕中学校、八代中学校と統合)
- 八幡浜市立真穴中学校 （2021年4月1日　八代中学校と統合）
- 八幡浜市立双岩中学校 （2017年4月1日　八代中学校と統合）
- 八幡浜市立青石中学校 （2017年4月1日　保内中学校と統合）

### 小学校

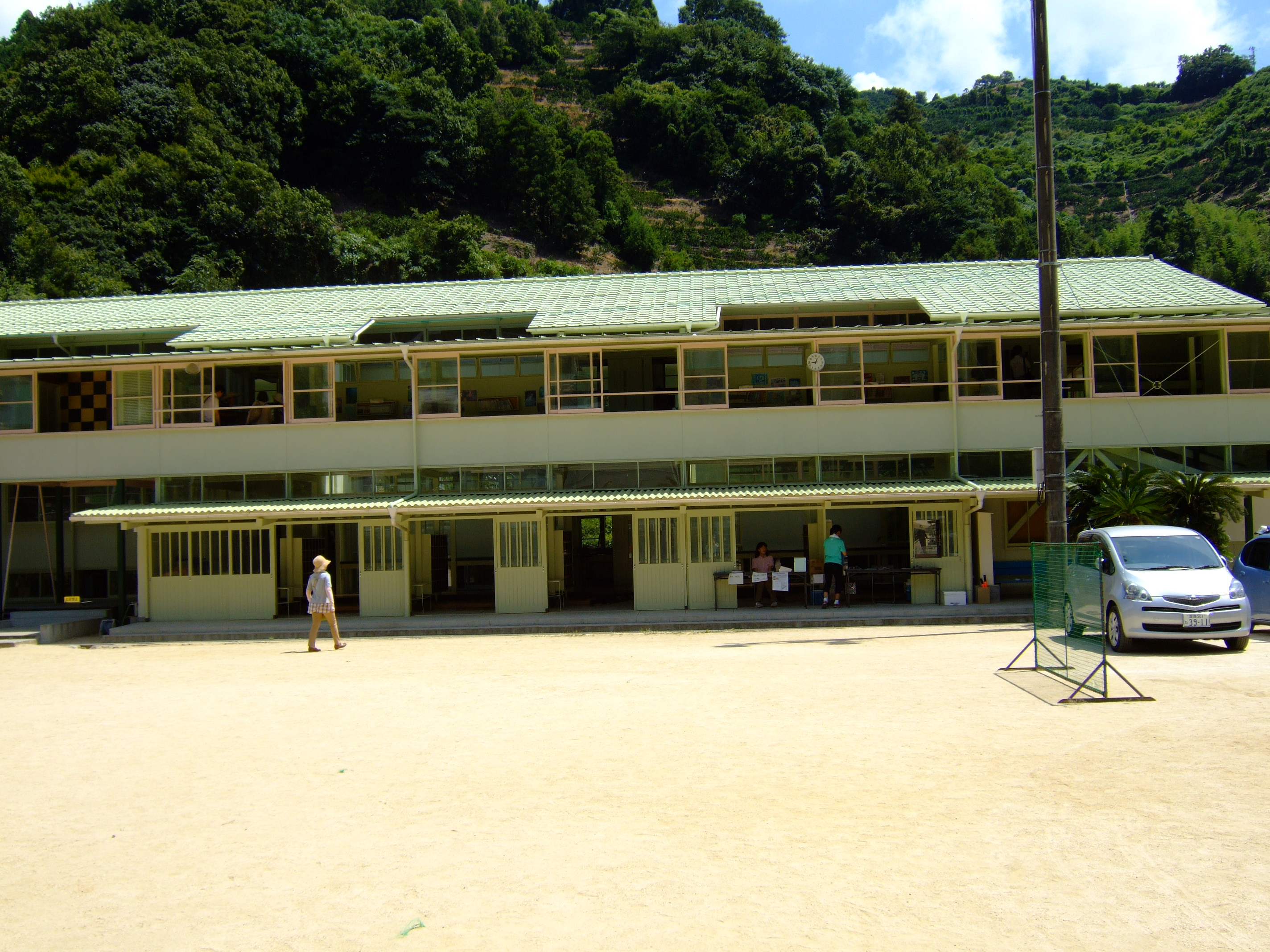
日土小学校

日土小学校はその校舎が建築学的に高く評価されており、見学希望者向けに年3回見学会が催されている（参考:）。詳細は同校の項目参照。
- 八幡浜市立松蔭小学校
- 八幡浜市立白浜小学校
- 八幡浜市立江戸岡小学校
- 八幡浜市立神山小学校
- 八幡浜市立千丈小学校
- 八幡浜市立長谷小学校 (2012年3月末 閉校、千丈小学校に統合）
- 八幡浜市立川之内小学校 (2015年3月末 閉校）
- 八幡浜市立日土小学校
- 八幡浜市立真穴小学校
- 八幡浜市立川上小学校
- 八幡浜市立双岩小学校
- 八幡浜市立喜須来小学校
- 八幡浜市立宮内小学校
- 八幡浜市立川之石小学校

## 健康

### 医療機関
- 市立八幡浜総合病院

1928年（昭和3年）開設以来、地域の基幹的・中核病院として地域医療の確保と医療水準の向上にその役割を果たしてきた。地域の特性を十分に踏まえ、医療の高度化・患者サービスの向上に努め信頼されうる医療サービスを提供している。市内には内科、外科、整形外科、小児科など39の医療機関および20の歯科医院があり、公立病院と地域医療機関との連携を図りながら地域医療体制の充実に努めている。（新病院が2016年11月に完成予定）
市立八幡浜総合病院の概要 
住所：愛媛県八幡浜市大平1番耕地638番地
診療科目：内科、小児科、外科、整形外科、脳神経外科、皮膚科、泌尿器科、産婦人科、眼科、耳鼻咽喉科、歯科口腔外科、麻酔科、放射線科、人間ドック 計14診療科（医師30名 2024年1月25日現在）
延床面積：18,199.21m2
病床数：一般病床数254床・感染症病床数2床（2024年1月25日現在）

## 交通

### 港湾・漁港
詳細は八幡浜港を参照。

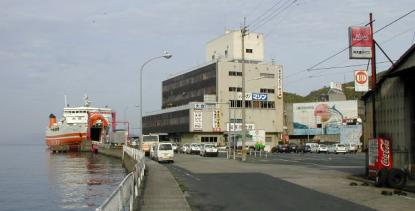
八幡浜港（フェリーのりば）

地方港湾（特定地域振興重要港湾）の八幡浜港は四国の西の玄関口として、対九州との連絡港（2,500〜3,000トンのフェリーボートが八幡浜 - 臼杵間を1日14往復、八幡浜 - 別府間を1日6往復、計1日20往復）の役割を果たし、2011年（平成23年）で年間31.1万台の乗降車両、39.6万人の乗降客が八幡浜港を利用する物流の拠点となっている。今後は東九州自動車道の全通と相まって、九州と京阪神を結ぶ太平洋新国土軸の一部としての役割も期待されている。
第三種漁港である八幡浜漁港はトロール漁業基地となっており、西日本でも有数の魚種の多い水揚げを誇っており、八幡浜港と合わせて港湾・漁港の集約的整備による賑わいあふれる交流空間の創出、交流人口の増加、経済活動の活性化の促進等を目標とした「八幡浜港(港湾・漁港)振興ビジョン」が策定され、旧水産市場地先等水面埋立地に、高度衛生管理型荷捌所(新魚市場)、道の駅・みなとオアシス「八幡浜・みなっと」が2013年（平成25年）に完成している。

#### 海上輸送業者
- 宇和島運輸フェリー
- 九四オレンジフェリー
- 大島定期航路田中輸送

### 鉄道路線

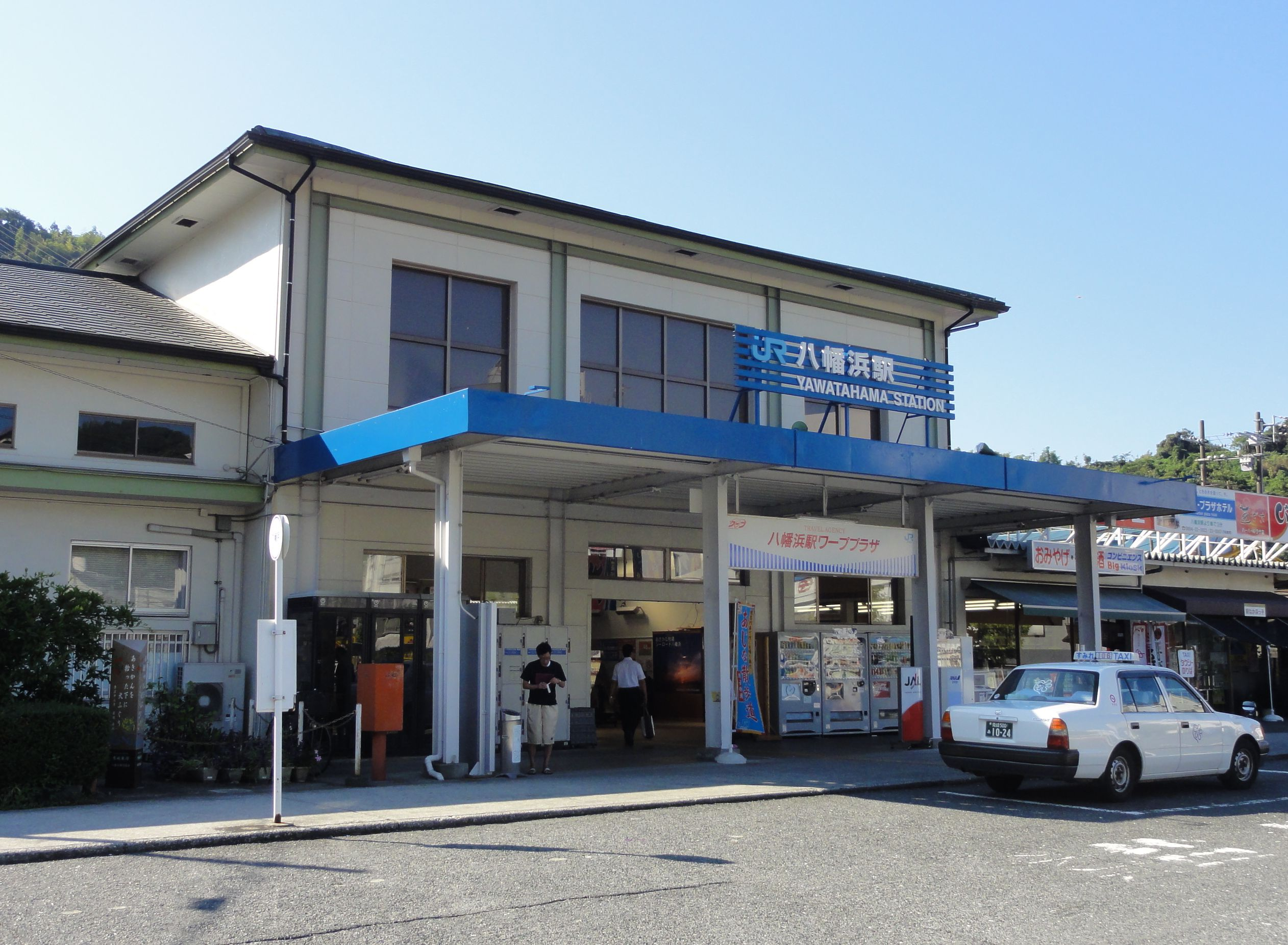
八幡浜駅

- 四国旅客鉄道（JR四国）予讃線: 千丈駅 - 八幡浜駅 - 双岩駅
- 中心となる駅：八幡浜駅 - 松山駅・宇和島駅間で運転されている特急列車・宇和海が停車するほか、観光列車・伊予灘ものがたり1往復が発着している。

### バス

#### 路線バス
- 宇和島自動車
- 伊予鉄南予バス

#### 高速バス
- オレンジライナーえひめ号（伊予鉄バス・西東京バス） - 東京方面行き運休中
- オレンジライナーえひめ号（伊予鉄バス・名鉄バス） - 名古屋方面行き
- オレンジライナーえひめ号（伊予鉄バス・阪急バス） - 大阪方面行き

### 道路
国道197号、国道378号などがあり、四国8の字ルートと大洲市北只で接続する地域高規格道路「大洲・八幡浜自動車道」の整備が進められている。このうち「名坂道路」が2013年3月17日に供用開始され、「夜昼道路」も同年5月に新規事業化された。「八幡浜道路」は2023年3月25日に開通した。四国8の字ルートに直結するためには、残る「大洲西道路(仮称)」3kmの事業化を早期に進める必要がある。また、東九州自動車道の全線開通が間近に迫っており、その際は航路、地域高規格道路、四国8の字ルートを経由するコースが東九州地区と京阪神を結ぶ最短コースとなり、太平洋新国土軸として機能することが期待されている。
一般道では国道197号が市街地の中心を通り、大洲市および伊方町へ通じ、市域を東西方向に横断しており、国道197号と江戸岡交差点で交差する国道378号が八幡浜市中心部と西予市三瓶、八幡浜市保内中心部と大洲市長浜に通じているが、同交差点に交通が集中することで渋滞が慢性化している。主要地方道については、八幡浜三瓶線、八幡浜宇和線が西予市と結び、北部方面では長浜保内線が大洲市北部と結ぶほか、八幡浜中心部には八幡浜港に通じる八幡浜港線がある。また、主な一般県道として、八幡浜市内各地を結ぶ八幡浜保内線、舌間八幡浜線が幹線道路網を補完している。このように、八幡浜市は国道と主要地方道により放射状の幹線道路網を形成している。

#### 高速道路（自動車専用道路）
- 大洲・八幡浜自動車道
  - 八幡浜道路
    - 八幡浜東IC
    - 八幡浜IC

  - 名坂道路
    - 八幡浜IC
    - 保内IC

#### 一般国道
- 国道197号
- 国道378号

#### 県道
- 主要地方道
  - 愛媛県道25号八幡浜宇和線
  - 愛媛県道26号八幡浜三瓶線
  - 愛媛県道27号八幡浜港線
  - 愛媛県道28号長浜保内線
- 一般県道
  - 愛媛県道234号大洲保内線
  - 愛媛県道235号野佐来八幡浜線
  - 愛媛県道248号瀬田八多喜停車場線
  - 愛媛県道249号八幡浜保内線
  - 愛媛県道250号舌間八幡浜線
  - 愛媛県道252号双岩停車場和泉線
  - 愛媛県道255号鳥井喜木津線

## 名所・旧跡・観光スポット・祭事・催事

### 名所・旧跡・観光スポット

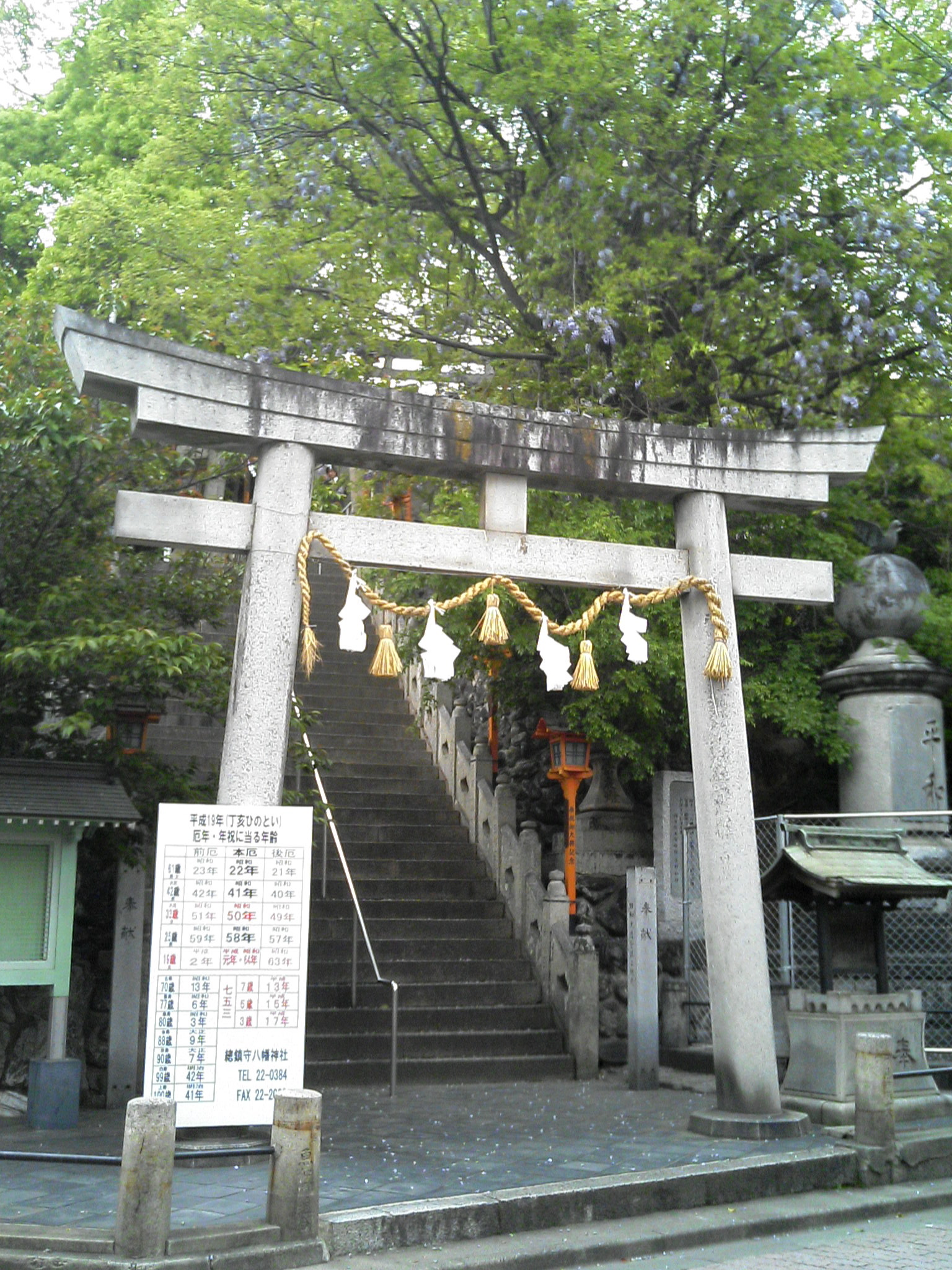
八幡浜八幡神社

#### 八幡浜地域
- 諏訪崎 - 自然休養林
- おさかな牧場シーロード八幡浜
- 愛宕山公園
- 四国山(四国山霊場)
- 金山出石寺
- 日土小学校校舎
- 大島海浜公園
- じゃこ天製造体験工場（谷本蒲鉾店）
- 八幡浜ちゃんぽん店めぐり
- 大島シュードタキライト
- 梅之堂「三尊仏」

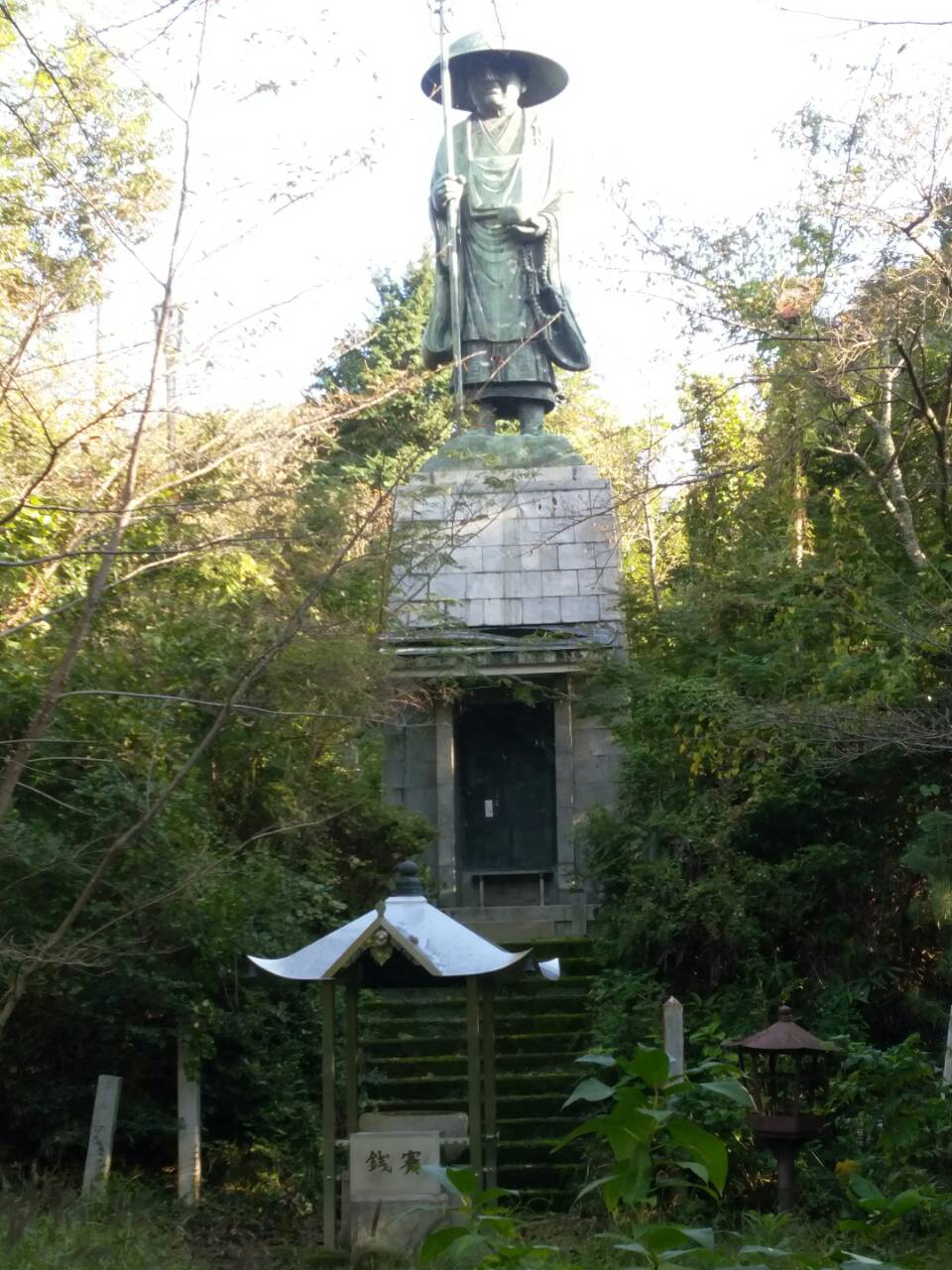
お四国山

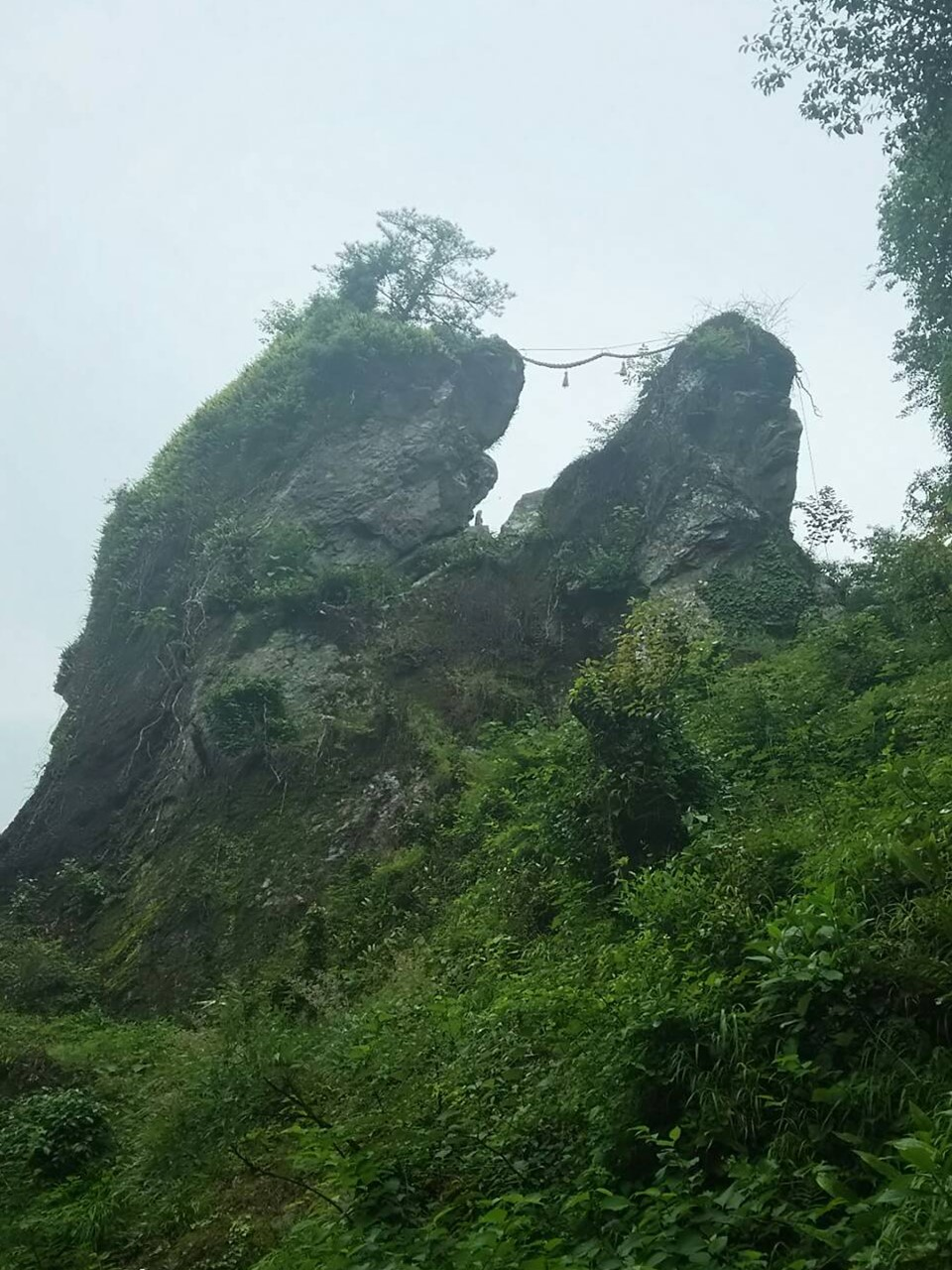
夫婦岩

- 道の駅・みなとオアシス「八幡浜・みなっと」
- 八幡浜黒湯温泉　みなと湯 - 中四国で初めて湧出したモール泉。2016年8月4日開業。
- 双岩地区の夫婦岩
- 愛宕山公園時報塔　ミュージックサイレン

#### 保内地域

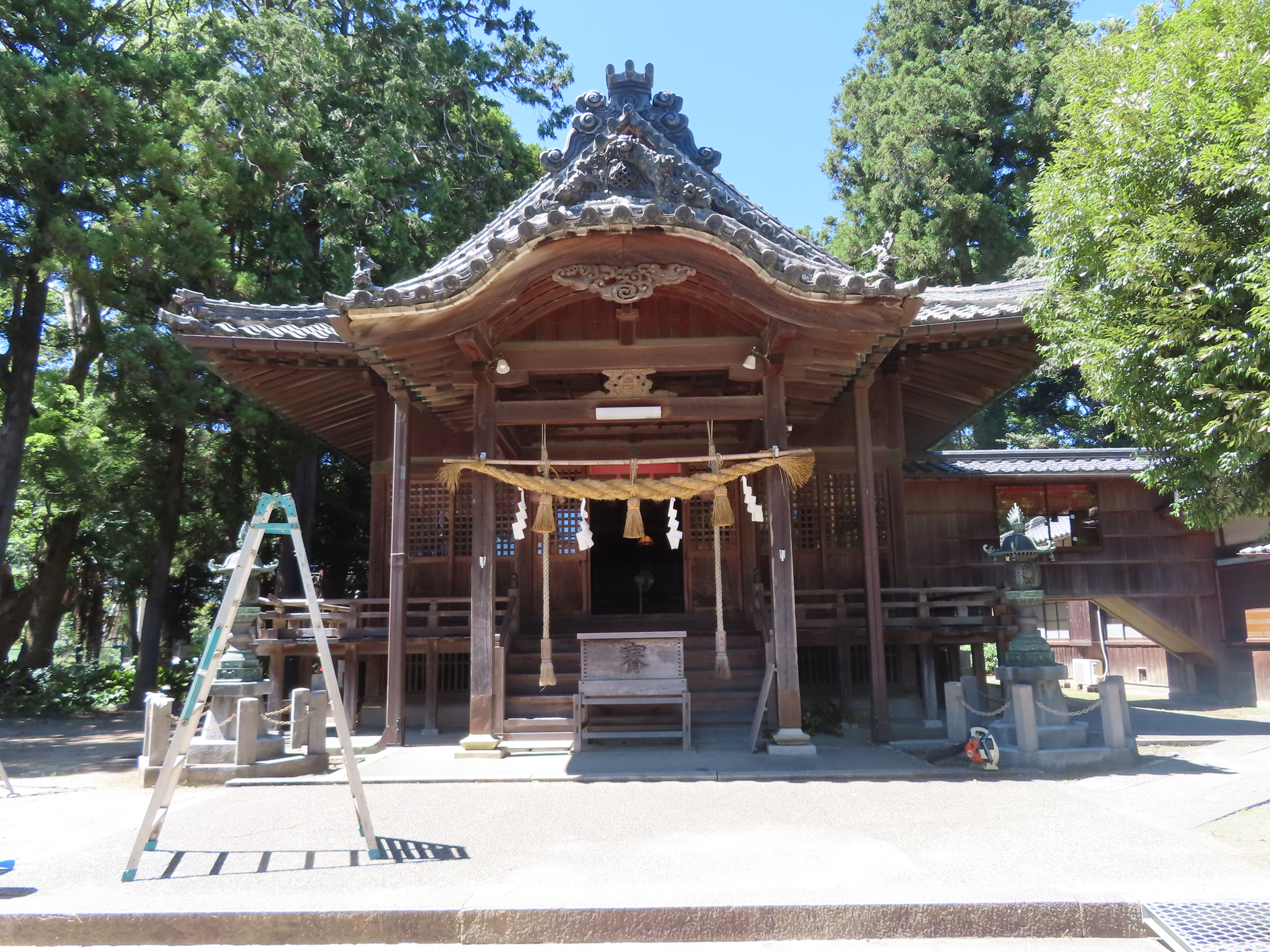
保内・三島神社

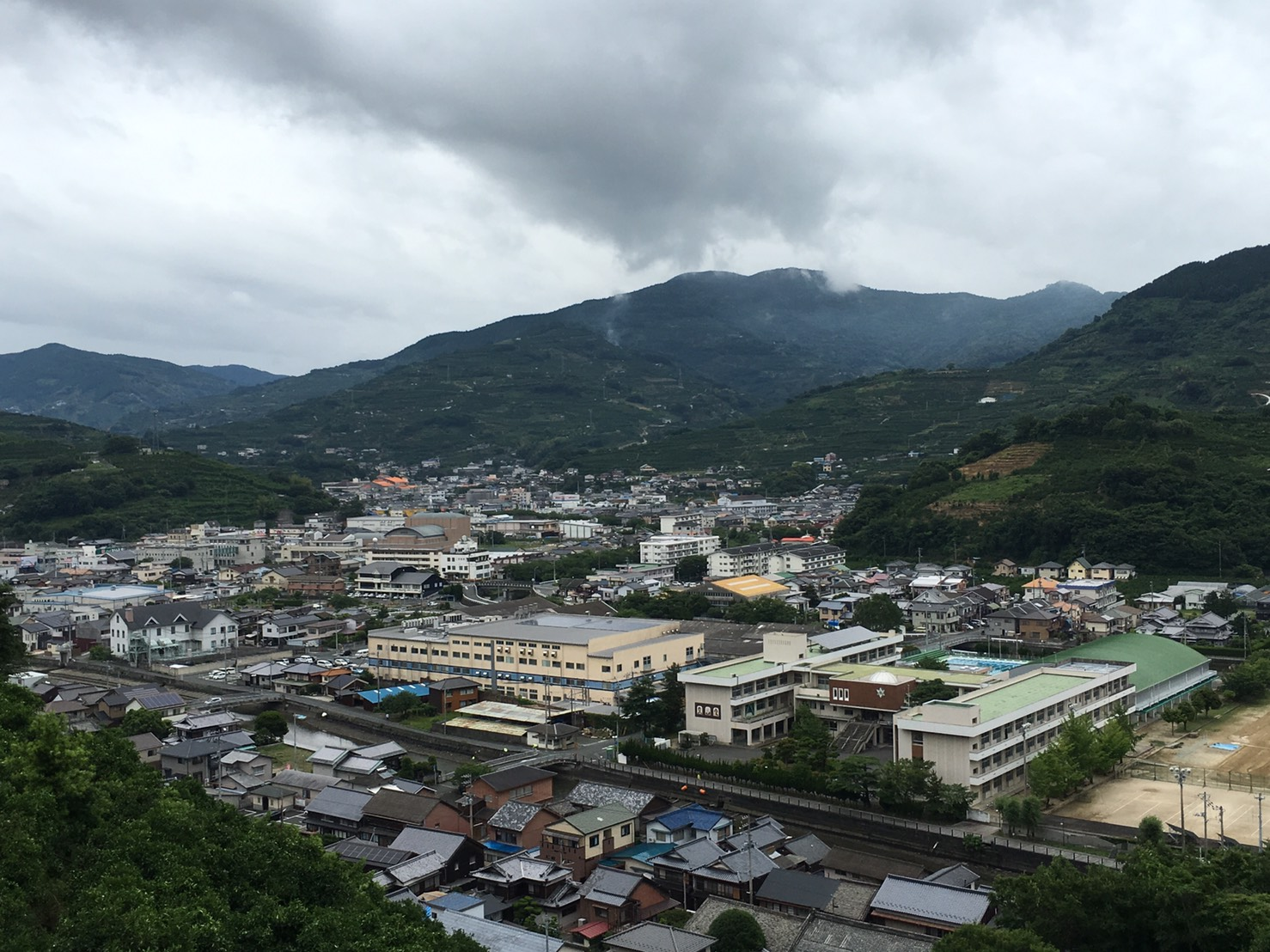
琴平神社から保内町を一望

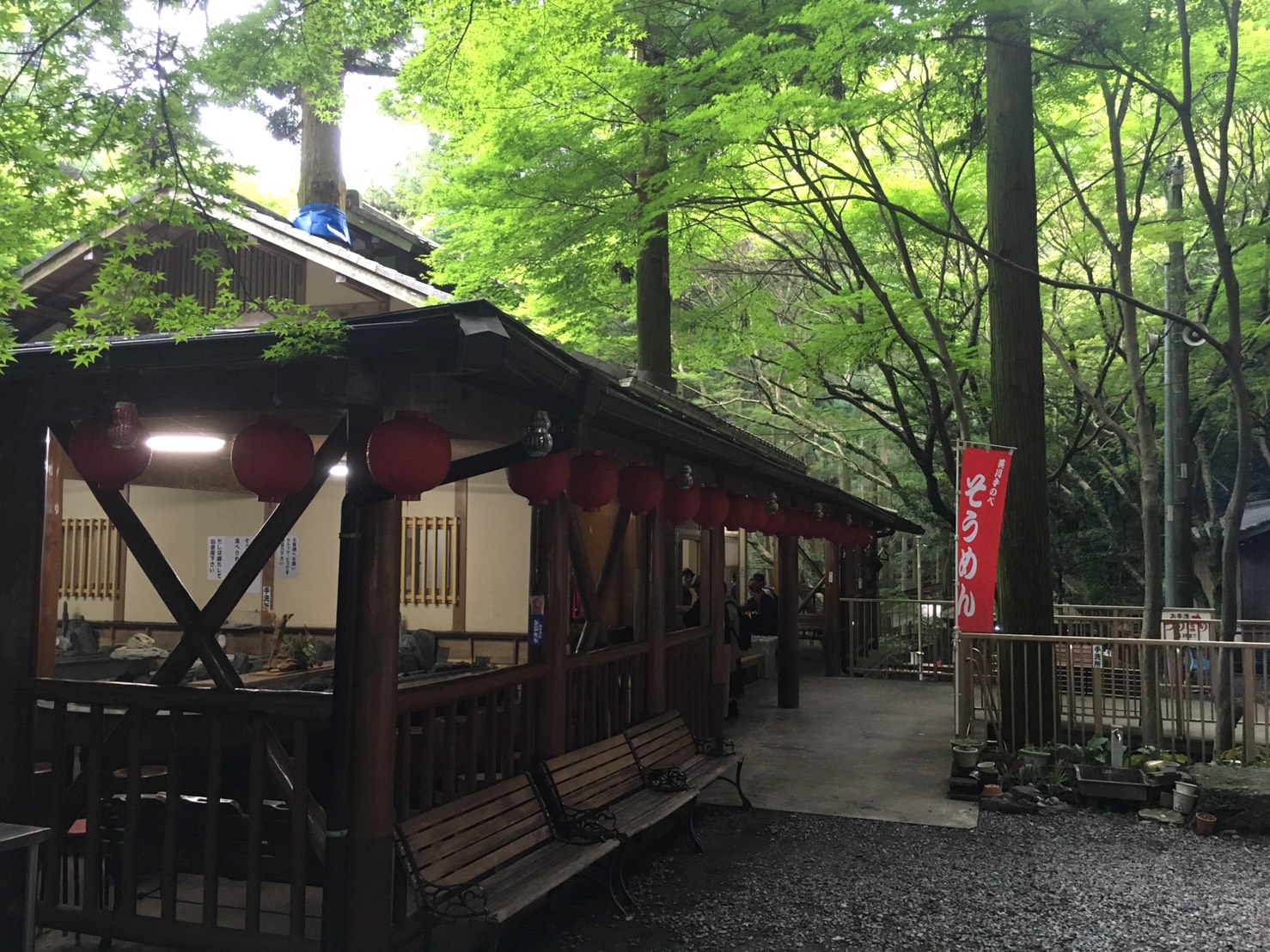
平家谷　流しそうめん

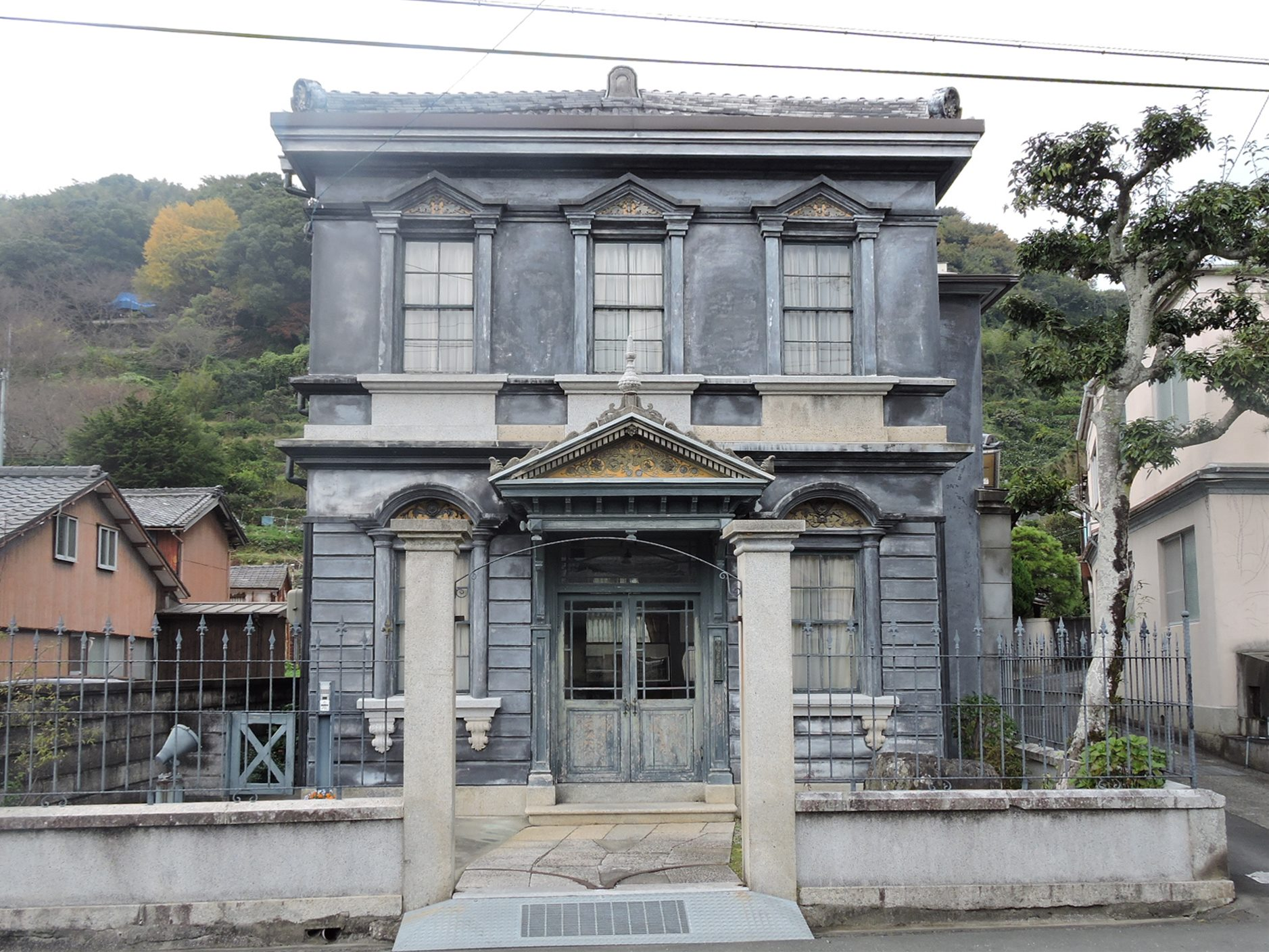
旧白石和太郎邸洋館ドレメ

- 平家谷、そうめん流し、平家谷レクリエーション広場
- 保内・三島神社
- 高徳寺
- 二宮敬作出生地跡、記念公園
- 前田山記念公園
- 富澤赤黄男記念公園
- 旧川之石町の町並み - 旧白石和太郎邸洋館、愛媛蚕種、内之浦公会堂など
- 琴平公園
- もっきんろーど

### 祭り・イベント
- 十日えびす
- 真穴の座敷雛
- さくら祭り（北浜公園、諏訪崎、琴平公園周辺等）
- 二宮忠八翁飛行記念大会
- 八幡浜みなと祭（夏） てやてやウェーブ（八幡浜臨港道路）
- みなと花火大会
- 五反田柱祭り
- 八幡浜みなと祭（秋） てやてや踊り他

### 名産
- ちゃんぽん
- 柑橘類（伊予柑、清見、温州みかん）
- 富士柿
- 水産練り製品（じゃこ天、蒲鉾、削りかまぼこなど。魚肉ソーセージは、国内では旧保内町で初めて作られた。）
- 鮮魚
- 大島カキ
- 唐饅
- つわぶきの粕漬け
- 豆板

## 出身者

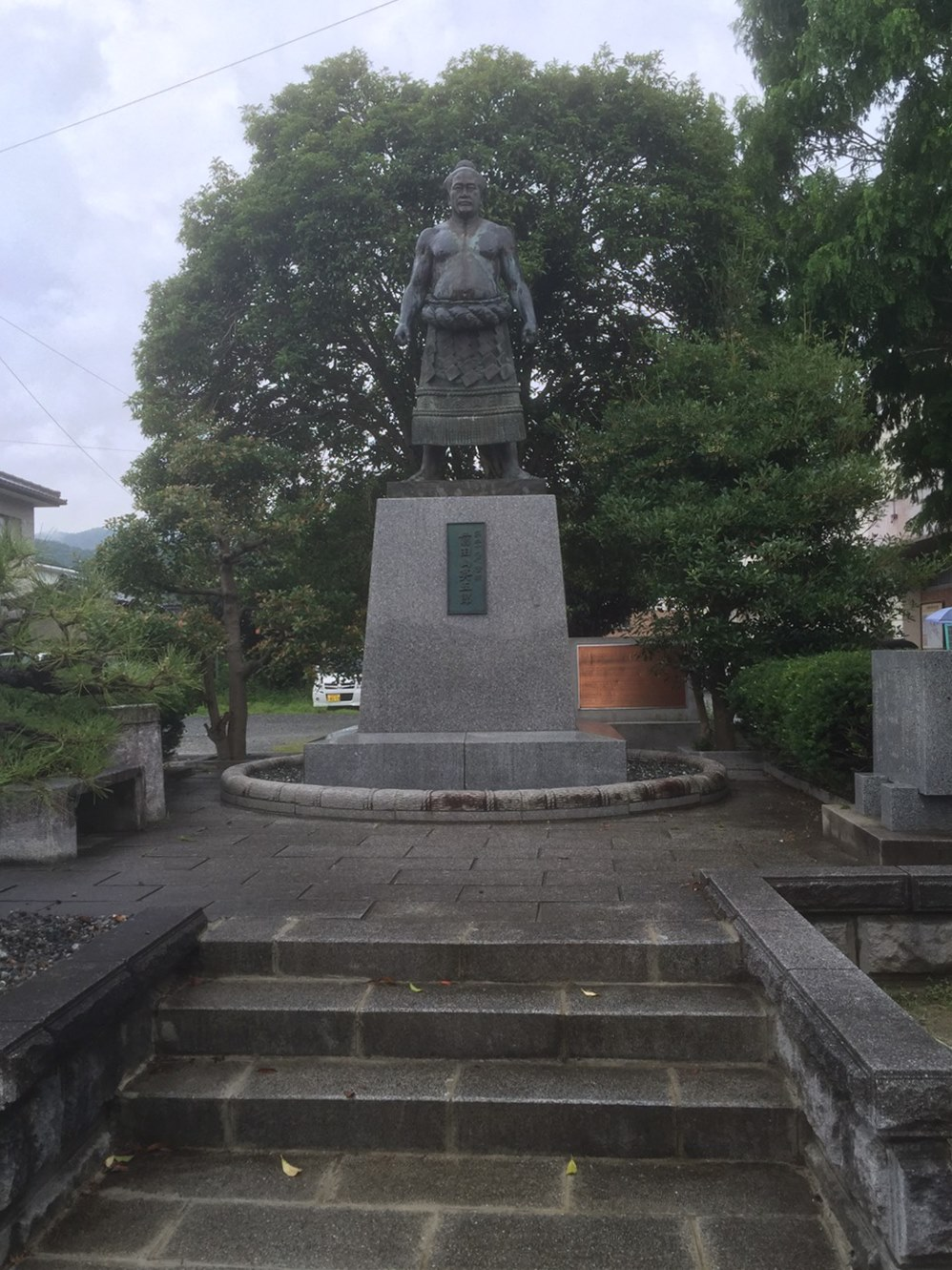
前田山

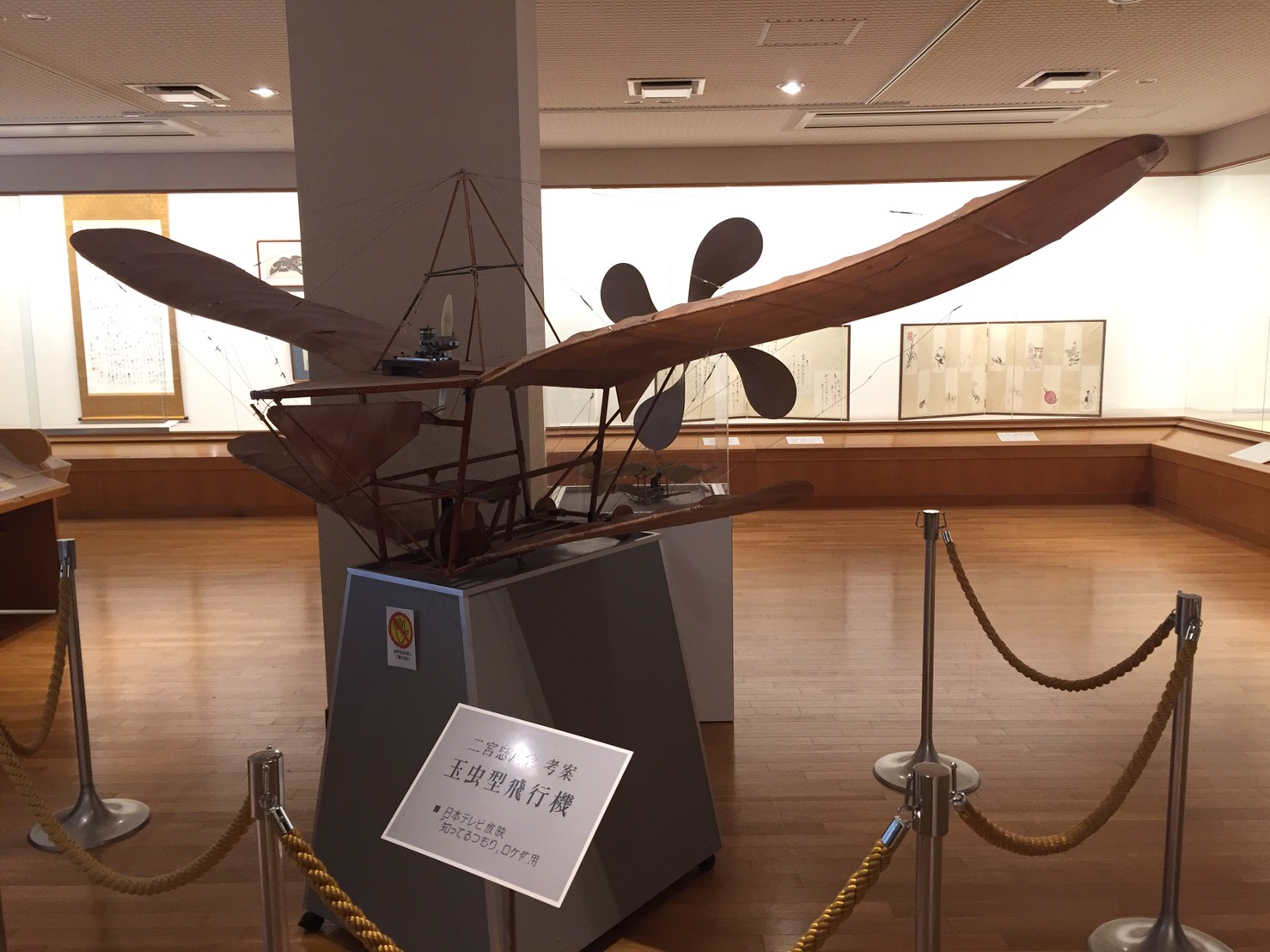
二宮忠八の玉虫型飛行機

### 芸能・音楽
- 井上昌己 - 歌手
- 大木凡人 - タレント
- 陰陽座
  - 瞬火
  - 招鬼
  - 狩姦
- 伍代参平 - 俳優、レポーター
- 澤田駿吾 - ジャズギタリスト
- テル - お笑いタレント（どーよの元メンバー
- 富澤赤黄男 - 俳人（川之石村「現川之石琴平〉出身）
- 林美智子 - 女優
- 松井計 - 作家（出生地は県外）
- 宮本真希 - 女優
- 宮本益光 - バリトン歌手
- 柳家勧之助 - 落語家
- レイザーラモンRG - お笑いタレント

### スポーツ
- 初代朝汐太郎 - 大相撲大関（北浜フジの近くに朝潮橋という、朝汐とゆかりのある地名が残る。）
- 愛宕山武司 - 力士（幸町出身）
- 河埜和正 - プロ野球選手
- 河埜敬幸 - プロ野球選手
- 上田和明 - プロ野球選手
- 二宮城光 - 空手家（日土町出身）
- 二宮清純 - スポーツジャーナリスト
- 前田山英五郎 - 大相撲第39代横綱（喜須来村〈現保内町喜須来〉出身。喜須来小学校の校門前に生家跡を示す前田山の銅像が建っている。）
- 前ノ山政三 - 力士（出生地は中華人民共和国遼寧省瀋陽市）
- 馬淵史郎 - 高校野球監督
- 水口栄二 - 野球選手
- 道上伯 - 柔道指導者
- 宮ノ花秀輝 - 力士
- 山部太 - 野球選手

### 実業家
- 菊池誠晃 - デジタルプラス創業者・社長
- 菊池瑞穂 - 富士シティオグループ創業者（宮内村〈現保内町宮内〉出身）
- 那須善治 - 実業家、灘購買組合創設者（川之石出身）
- 松村正恒 - 日土小学校設計者、八幡浜市職員（出生地は大洲市新谷町）
- 森口富士松 - 宇和島屋創業者

### 政界・官界
- 井上要 - 元愛媛県土木部長
- 魚本藤吉郎 - 外交官、在ソビエト連邦特命全権大使
- 加戸守行 - 公選第14-16代愛媛県知事
- 高田がん(高田巖) - 政治活動家
- 二宮清治 - デジタル庁統括官（省庁業務サービスグループ長）、総務省総合通信基盤局長

### 学術
- 前原巧山 - 幕末期の技術者
- 二宮敬作 - 幕末期の医学者
- 二宮忠八 - 発明家（矢野町の八幡神社付近、商店街の入り口付近に生誕地を示す石碑が建つ。）

### 縁のある人物
- 石原慎太郎 - 作家、政治家、東京都知事（石原本家の菩提寺は八幡浜市保内町の龍潭寺[18]。）
- 萬田久子 - 女優（父方の曾祖父の輿三郎が川之石出身[19]。）

## 八幡浜市を舞台とした作品

### 劇場アニメ
- すずめの戸締まり(2022年) - 新海誠監督作品。八幡浜港フェリーターミナルやJR八幡浜駅が登場する。